# Województwo świętokrzyskie

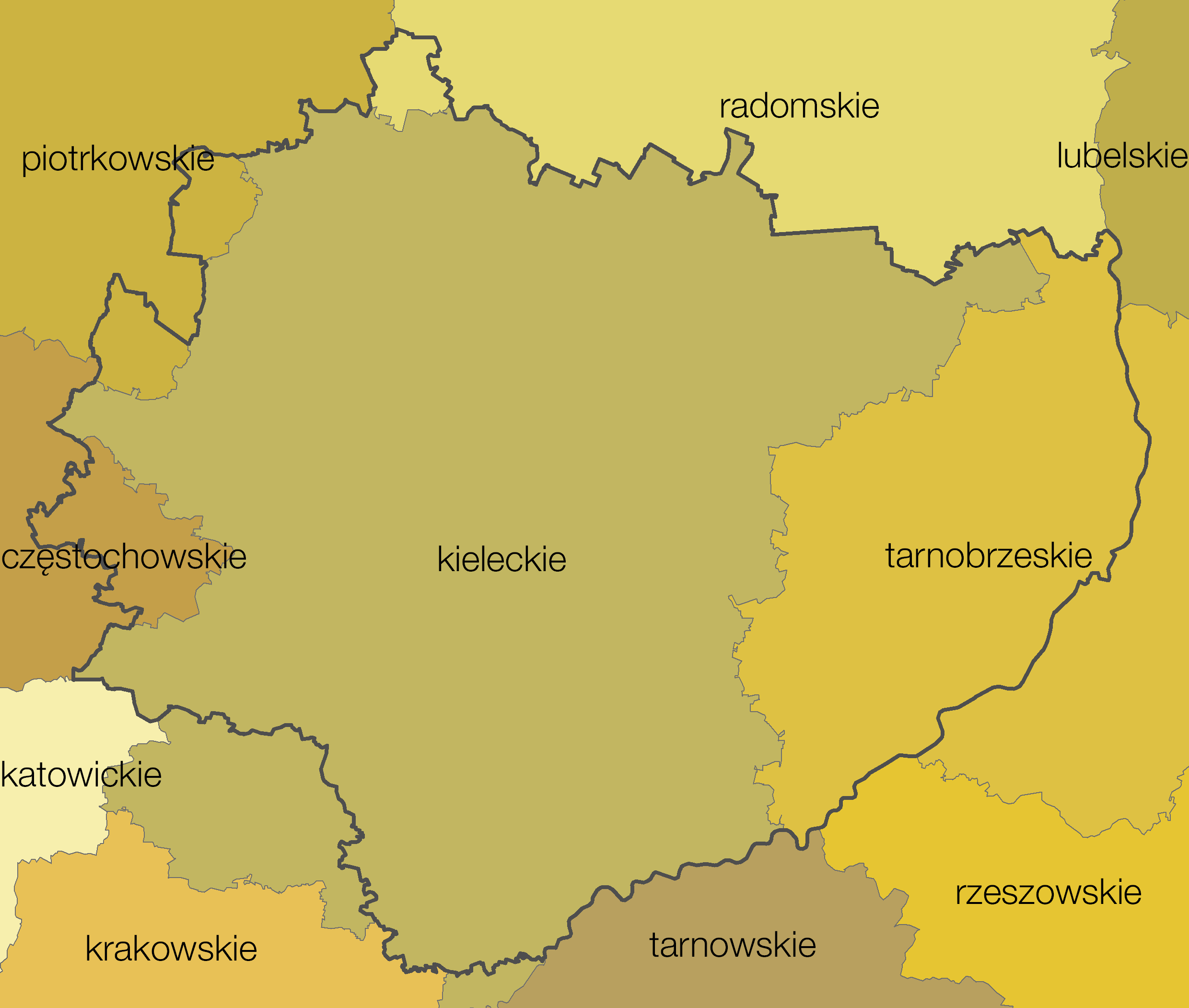
Województwa z lat 1975–1998 z granicą obecnego województwa świętokrzyskiego

Województwo świętokrzyskie – jednostka podziału administracyjnego w południowej części centralnej Polski. Województwo obejmuje obszar 11 710,50 km² i zamieszkuje je ok. 1,2 mln osób. Jest jednym z 16 województw utworzonych w 1999 roku. W przybliżeniu obejmuje większą część obszaru dawnego województwa kieleckiego, część tarnobrzeskiego (obecne powiaty opatowski, sandomierski i staszowski) oraz skrawki radomskiego, piotrkowskiego i częstochowskiego.

## Geografia

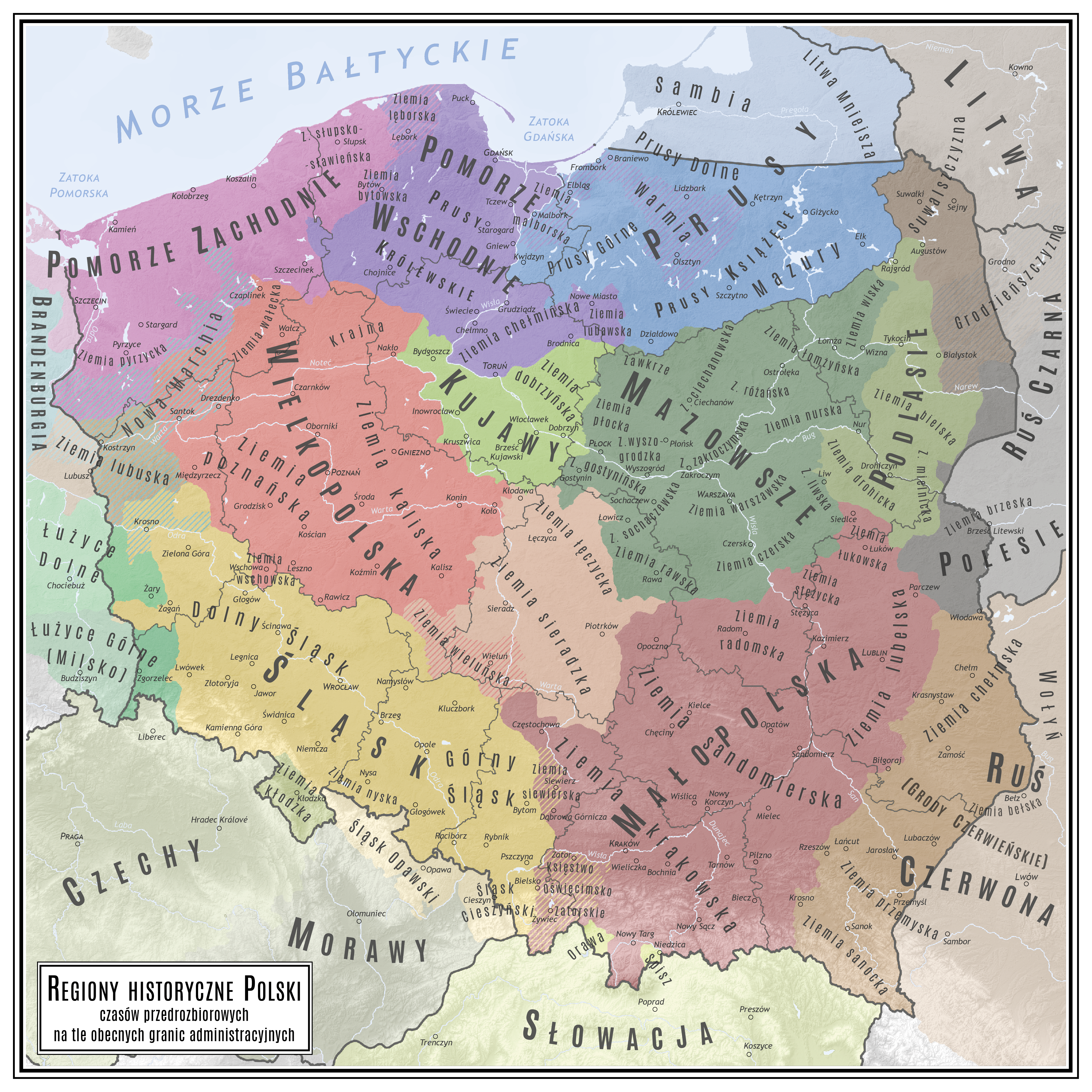
Krainy historyczne województwa świętokrzyskiego i Polski na tle współczesnych granic administracyjnych

### Położenie administracyjne
Województwo jest położone w południowo-wschodniej Polsce i graniczy z województwami:
- lubelskim na wschodzie
- łódzkim na północnym zachodzie
- małopolskim na południu
- mazowieckim na północy
- podkarpackim na południowym wschodzie
- śląskim na zachodzie

### Położenie fizycznogeograficzne
Województwo świętokrzyskie położone jest w południowo-wschodniej części Polski. Zajmuje powierzchnię 11 710,50 km², co stanowi 3,7% obszaru Polski. Pod względem wielkości należy do najmniejszych województw w kraju i zajmuje 15. miejsce tuż przed województwem opolskim. Część granic województwa jest naturalna. Na wschodzie i południowym wschodzie wyznacza je Wisła, a na zachodzie Pilica. Prawie cały region położony jest w lewobrzeżnej części dorzecza Wisły. Leży w obrębie Wyżyny Małopolskiej, na obszarze obejmującym Wyżynę Kielecką, Nieckę Nidziańską oraz wschodnią część Wyżyny Przedborskiej. Obszar województwa jest wysoce zróżnicowany pod względem ukształtowania powierzchni i mieści się w przedziale wysokościowym od 143,0 m n.p.m. do 614,0 m n.p.m. Najważniejszy element morfologiczny stanowią Góry Świętokrzyskie z ich najwyższym szczytem Łysicą. Według danych z 31 grudnia 2012 roku w woj. świętokrzyskim lasy obejmowały powierzchnię 328,2 tys. ha, co stanowiło 28,0% jego powierzchni. 7,1 tys. ha lasów znajdowało się w obrębie parków narodowych.

### Położenie historyczne
Historyk Jerzy Szczepański zwrócił uwagę na fakt, że przy tworzeniu województwa świętokrzyskiego „argumenty historyczne nie odegrały żadnej roli”. Jako przyczynę takiego stanu rzeczy wymienił „słabą znajomość przeszłości regionu, której ważnym składnikiem było istnienie jednego z największych okręgów przemysłowych na ziemiach polskich – Staropolskiego Okręgu Przemysłowego”.
Region świętokrzyski rozumiany jest jako obszar między Wisłą, Pilicą i Nidą. Mieścił się on w granicach istniejącego do 1975 województwa kieleckiego.

### Topografia
W wymiarze północ-południe województwo rozciąga się na długości 128 km, to jest 1°09′25″. W wymiarze wschód-zachód rozpiętość województwa wynosi 151 km, co w mierze kątowej daje 2°09′53″.
Współrzędne geograficzne skrajnych punktów:
- północny: 51°20′32″ szer. geogr. N – pn.-zach. narożnik działki ewidencyjnej nr 1166 (powiat konecki),
- południowy: 50°11′07″ szer. geogr. N – pd. narożnik działki ewidencyjnej nr 47/2 (powiat kazimierski),
- zachodni: 19°42′15″ dług. geogr. E – zach. narożnik działki ewidencyjnej nr 1001 (powiat włoszczowski),
- wschodni: 21°52′08″ dług. geogr. E – nurt Wisły we wsch. narożniku działki ewidencyjnej nr 1000/8 (powiat sandomierski).Sanatorium Marconi w Busku-Zdroju

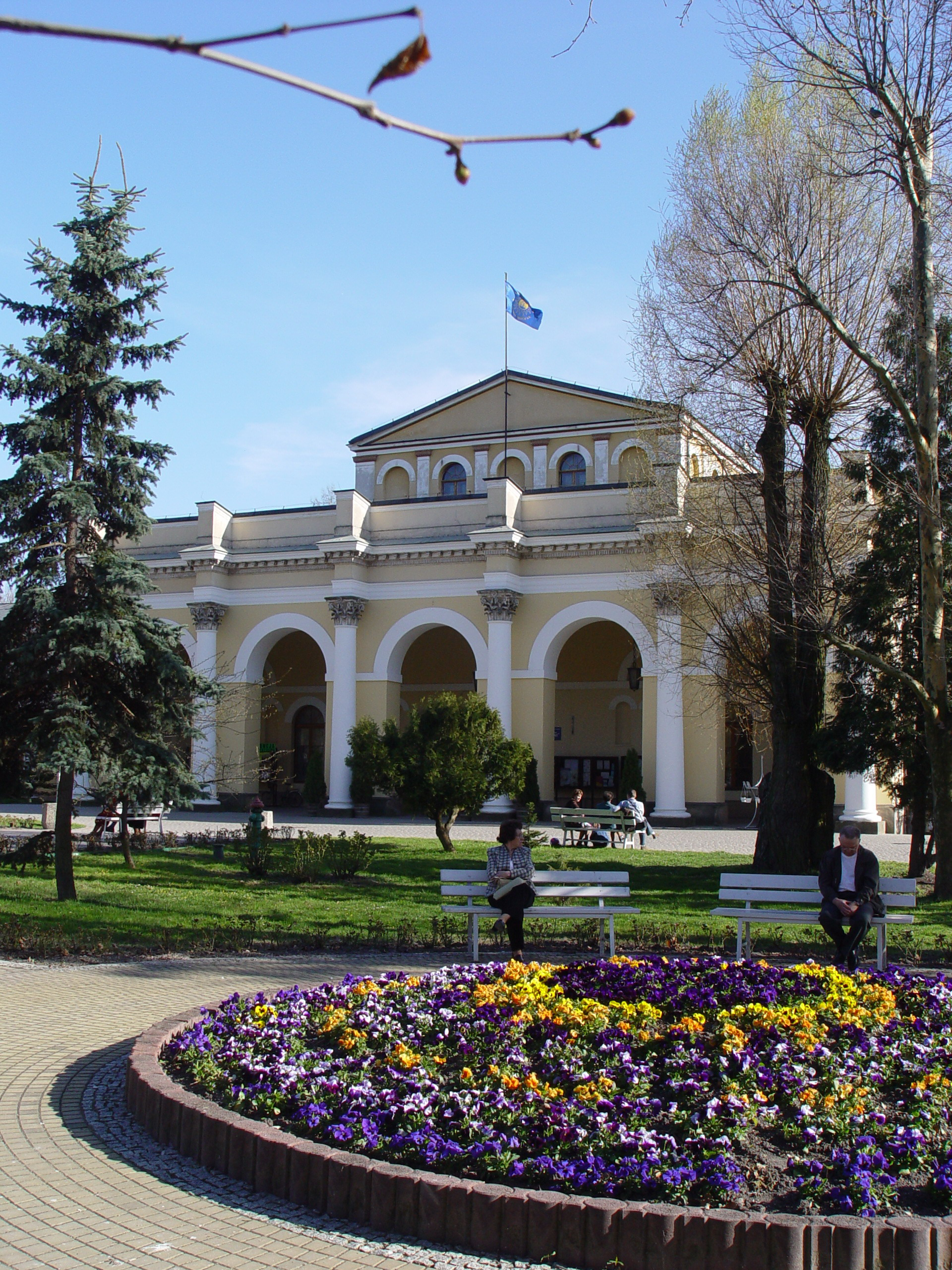
Sanatorium Marconi w Busku-Zdroju

Najwyżej położonym punktem jest jeden z dwóch wierzchołków Łysicy w gminie Bodzentyn – 614 m n.p.m., najniżej zaś – dolina Wisły w gminie Tarłów (127,5 m n.p.m.). Najwyżej położoną miejscowością województwa świętokrzyskiego jest Huta Szklana (462,1 m n.p.m.) w gminie Bieliny, natomiast najniżej – miejscowość Ostrów (128 m n.p.m.) w gminie Tarłów.

### Stosunki wodne

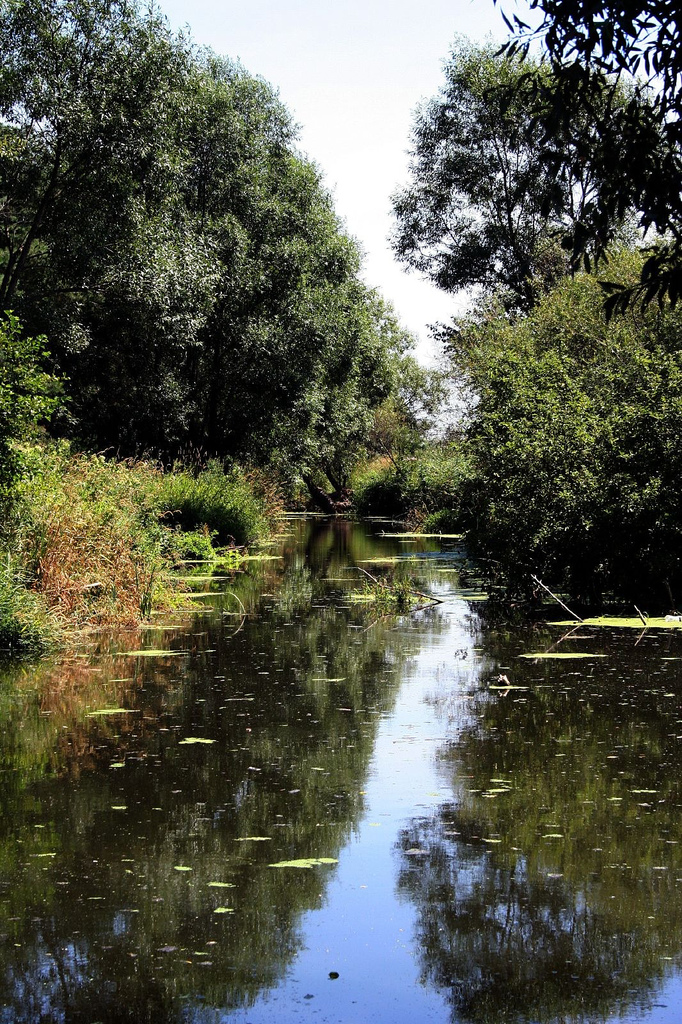
Rzeka Wschodnia

Część granic województwa jest naturalna – na południowym wschodzie i wschodzie wyznacza je Wisła, na zachodzie Pilica. Prawie cały region (z wyjątkiem jednej z dzielnic Sandomierza) położony jest w lewostronnej części dorzecza Wisły.
Przez Świętokrzyskie przepływają rzeki: Wisła (górna i środkowa), Pilica, Nida, Nidzica, Lubrzanka, Kamienna, Czarna Włoszczowska, Czarna Konecka, Czarna Staszowska, Wschodnia i wiele mniejszych.

## Demografia
Według danych z 30 czerwca 2024 roku województwo miało 1 163 001 mieszkańców.

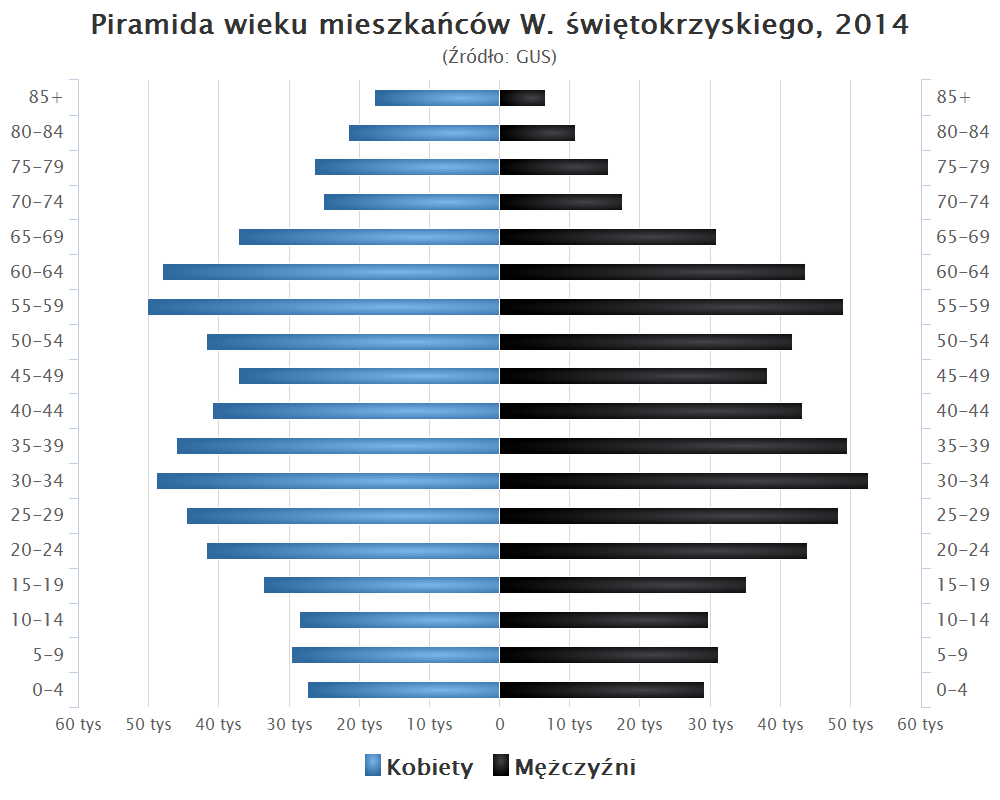
Piramida wieku mieszkańców W. świętokrzyskiego w 2014 roku

| Opis                              | Ogółem        | Ogółem        | Kobiety       | Kobiety       | Mężczyźni     | Mężczyźni     |
| --------------------------------- | ------------- | ------------- | ------------- | ------------- | ------------- | ------------- |
| jednostka                         | osób          | %             | osób          | %             | osób          | %             |
| populacja                         | 1 163 001     | 100           | 597 562       | 51            | 565 439       | 49            |
| powierzchnia                      | 11 710,50 km² | 11 710,50 km² | 11 710,50 km² | 11 710,50 km² | 11 710,50 km² | 11 710,50 km² |
| gęstość zaludnienia (mieszk./km²) | 99            | 99            | 51            | 51            | 48            | 48            |

## Religia
Na terenie województwa świętokrzyskiego funkcjonują trzy rzymskokatolickie metropolie: częstochowska, lubelska i krakowska. Działa diecezja krakowsko-częstochowska Kościoła Polskokatolickiego. Funkcjonują też dwie parafie Polskiego Autokefalicznego Kościoła Prawosławnego. Wyznawców protestantyzmu reprezentuje: Kościół Ewangelicko-Augsburski, Kościół Ewangelicko-Metodystyczny, Kościół Chrześcijan Baptystów, Kościół Ewangelicznych Chrześcijan, Kościół Chrystusowy, Kościół Zielonoświątkowy, Kościół Chrześcijan Wiary Ewangelicznej, Kościół Adwentystów Dnia Siódmego, Kościół Chrześcijański „Wieczernik” i Zbór „Przymierze”. Na terenie województwa świętokrzyskiego działają również Świadkowie Jehowy, Buddyjski Związek Diamentowej Drogi Linii Karma Kagyu, Kościół Jezusa Chrystusa Świętych w Dniach Ostatnich oraz rodzimowiercze Stowarzyszenie Gontyna.

## Podział administracyjny
Województwo składa się z 13 powiatów i jednego miasta na prawach powiatu Kielce. W powiatach znajdują się 102 gminy, w tym 5 gmin miejskich (Kielce, Ostrowiec Świętokrzyski, Starachowice, Skarżysko-Kamienna i Sandomierz), 46 gmin miejsko-wiejskich oraz 51 gmin wiejskich.
Na terenie województwa znajduje się 51 miast (stan na 1 stycznia 2025).
| Herb | Powiat / miasto na prawach powiatu | Liczba ludności (30 czerwca 2024) | Powierzchnia [km²] | Przeciętna stopa bezrobocia (30 czerwca 2024) |
| ---- | ---------------------------------- | --------------------------------- | ------------------ | --------------------------------------------- |
|      | Kielce (miasto na prawach powiatu) | 181,211                           | 109,65             | 4,4%                                          |
|      | buski                              | 67,538                            | 968,00             | 3,6%                                          |
|      | jędrzejowski                       | 80,682                            | 1256,96            | 5,9%                                          |
|      | kazimierski                        | 31,537                            | 422,18             | 9,6%                                          |
|      | kielecki                           | 211,751                           | 2246,07            | 6,5%                                          |
|      | konecki                            | 73,236                            | 1139,72            | 9,7%                                          |
|      | opatowski                          | 48,144                            | 910,90             | 13,7%                                         |
|      | ostrowiecki                        | 99,429                            | 616,78             | 9,9%                                          |
|      | pińczowski                         | 36,509                            | 612,85             | 6,9%                                          |
|      | sandomierski                       | 71,362                            | 675,89             | 7,6%                                          |
|      | skarżyski                          | 67,647                            | 395,43             | 14,0%                                         |
|      | starachowicki                      | 83,109                            | 523,41             | 9,5%                                          |
|      | staszowski                         | 68,106                            | 924,80             | 5,9%                                          |
|      | włoszczowski                       | 42,740                            | 907,86             | 6,1%                                          |

## Urbanizacja

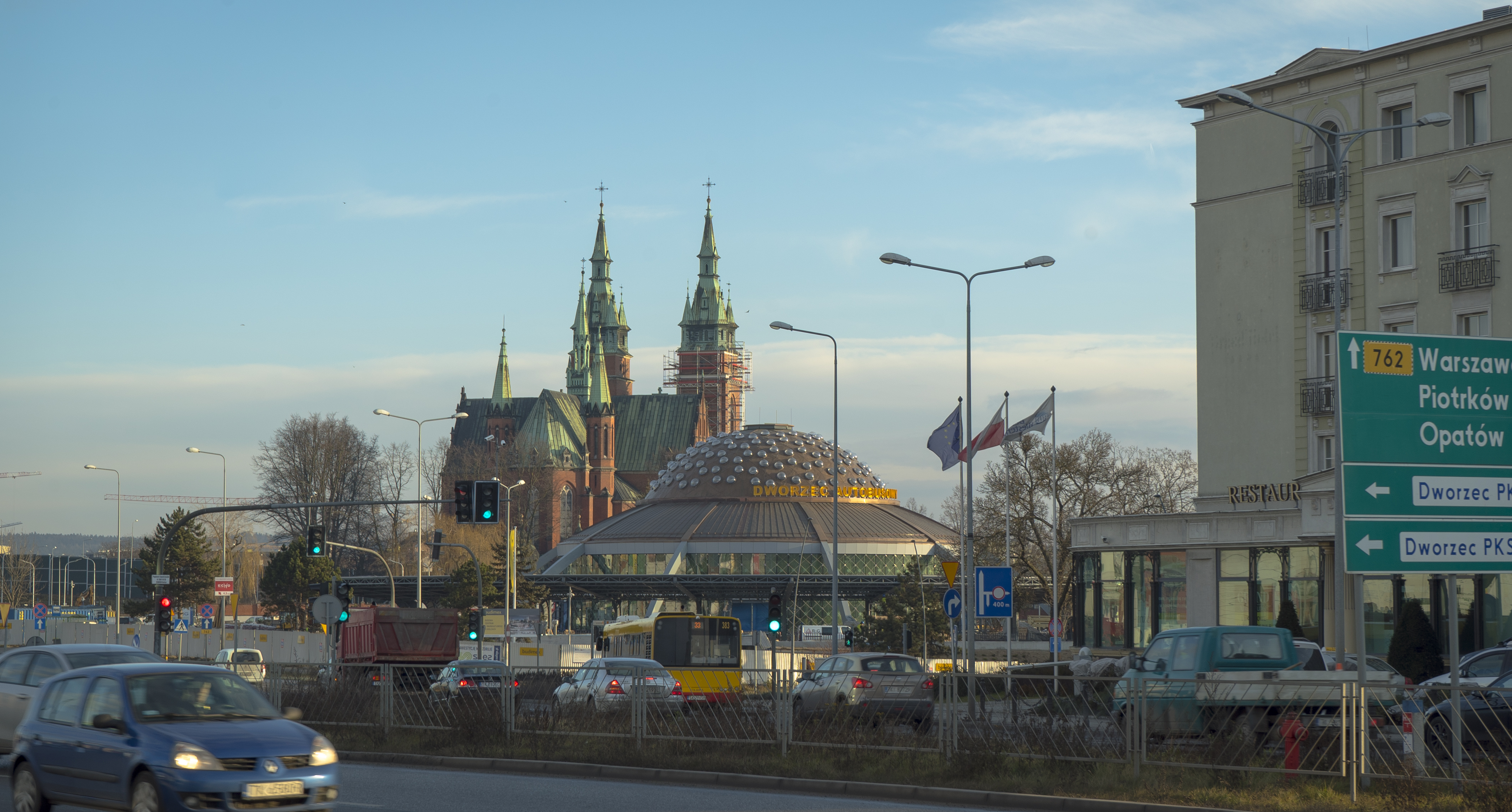
Kielce

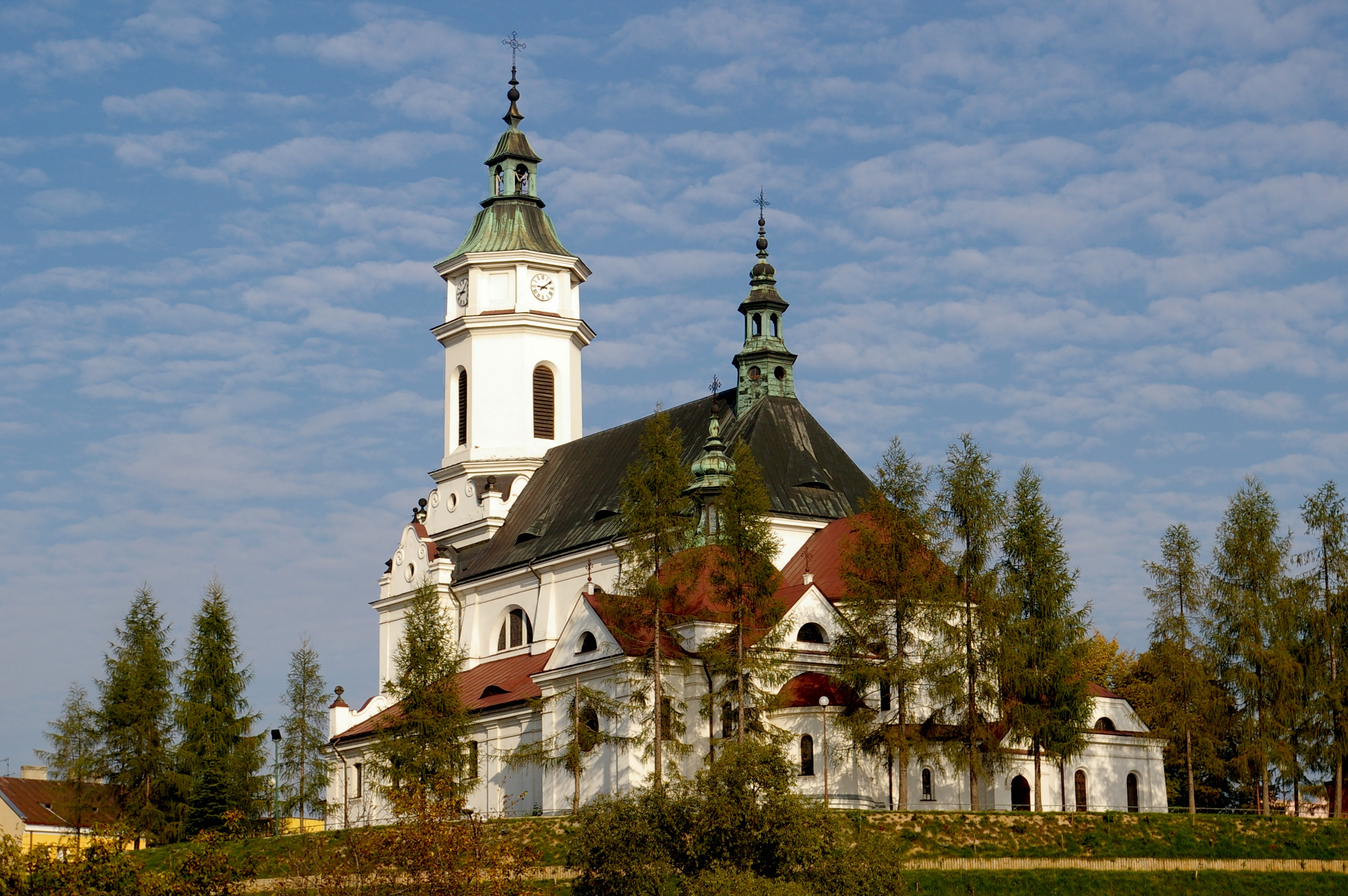
Ostrowiec Świętokrzyski

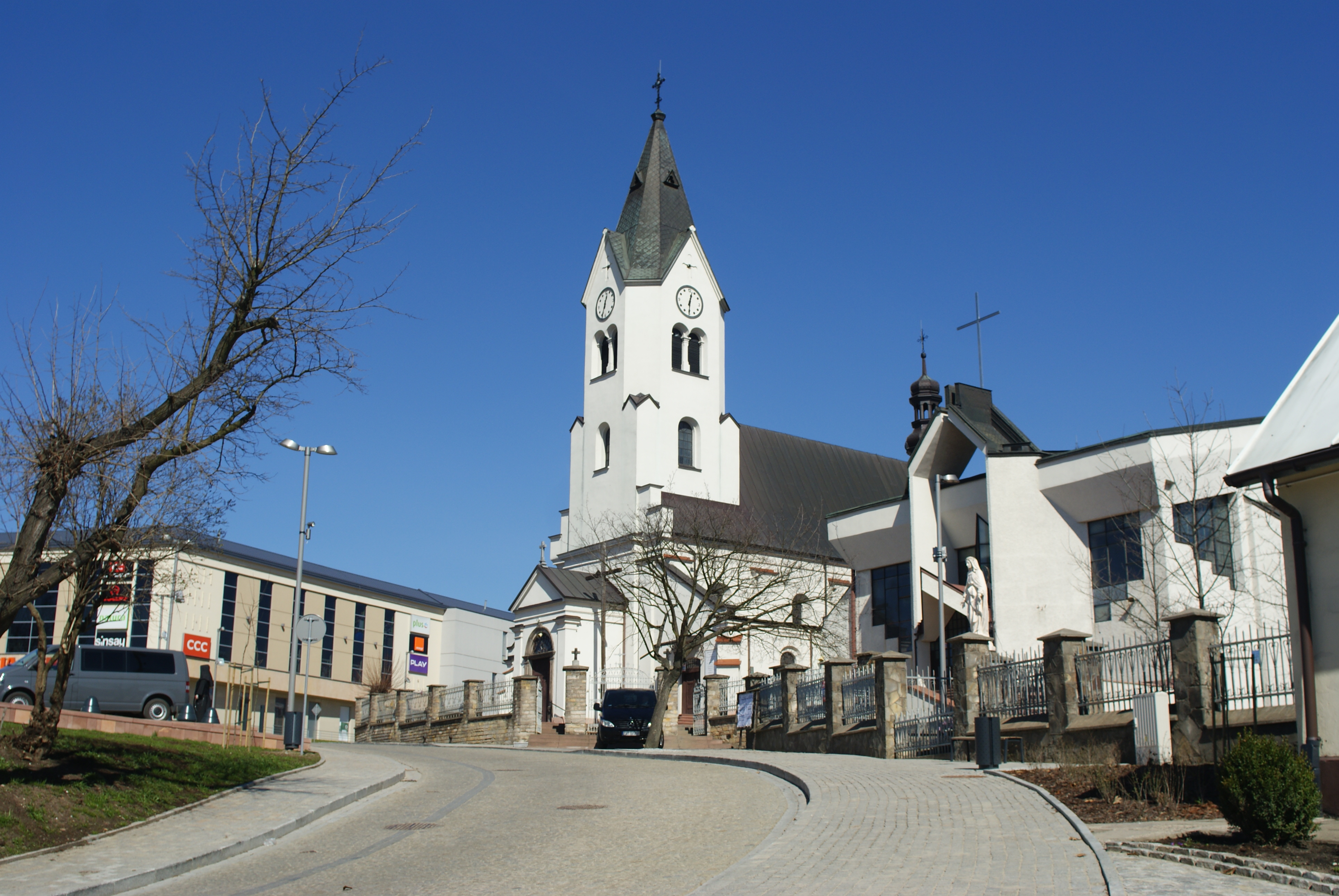
Starachowice

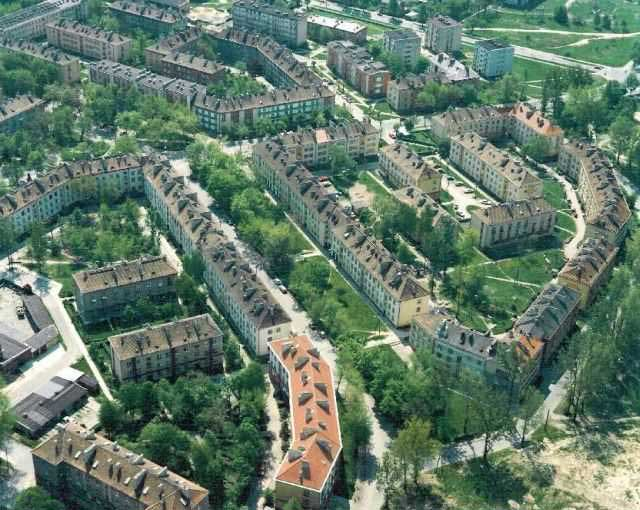
Skarżysko-Kamienna

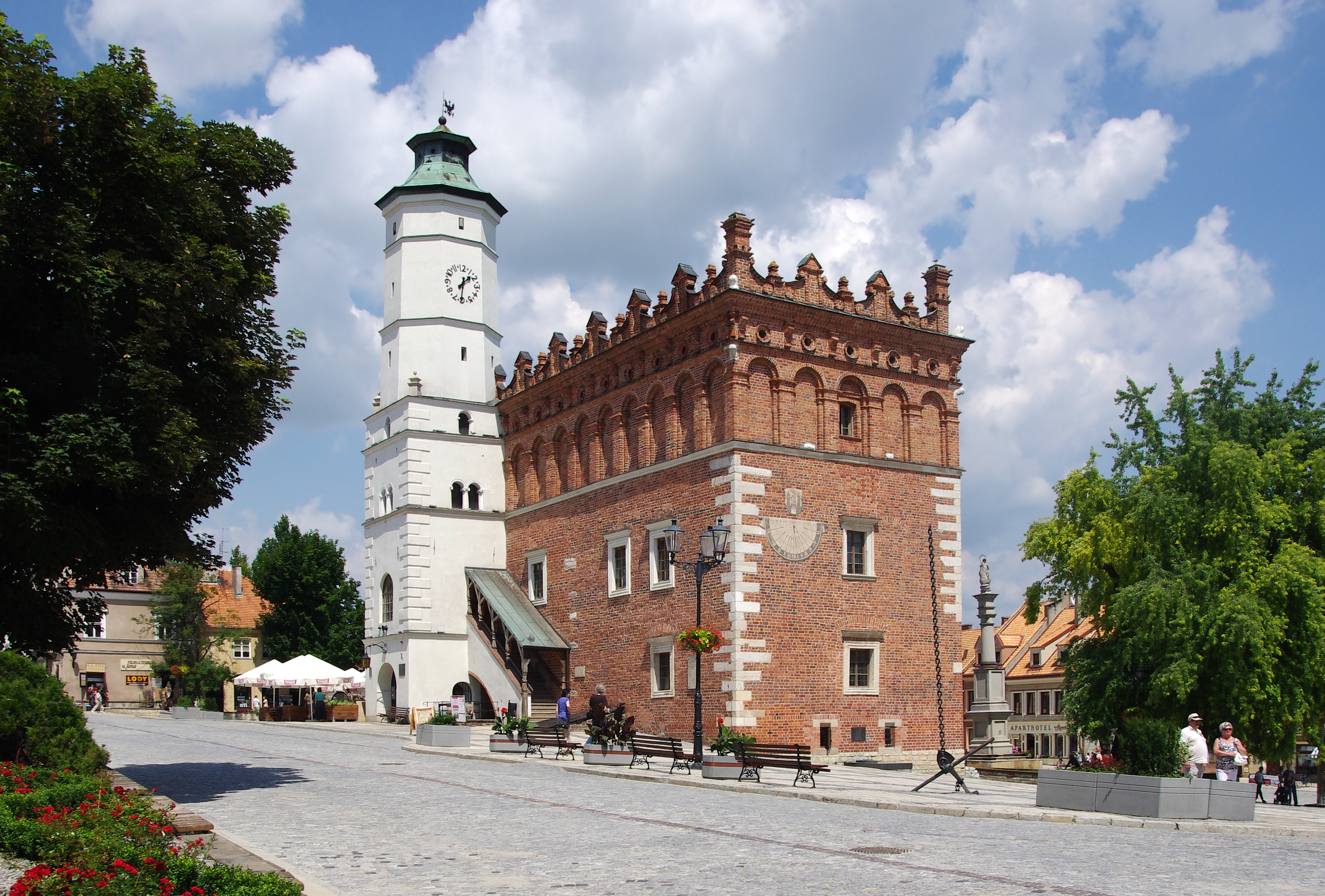
Sandomierz

W województwie świętokrzyskim jest 51 miast, w tym 1 miasto na prawach powiatu. Od 2015 roku prawa miejskie zyskało wiele miejscowości na terenie województwa:
- 1 stycznia 2015 Stopnica w powiecie buskim[9];
- 1 stycznia 2017 Morawica w powiecie kieleckim;
- 1 stycznia 2018 Łagów w powiecie kieleckim, Radoszyce w powiecie koneckim i Wiślica w powiecie buskim;
- 1 stycznia 2019 Nowa Słupia i Pierzchnica w powiecie kieleckim, Szydłów i Oleśnica w powiecie staszowskim, Nowy Korczyn i Pacanów w powiecie buskim oraz Opatowiec w powiecie kazimierskim;
- 1 stycznia 2020 Klimontów z powiatu sandomierskiego;
- 1 stycznia 2021 Wodzisław w powiecie jędrzejowskim[10];
- 1 stycznia 2022 Iwaniska w powiecie opatowskim[11];
- 1 stycznia 2023 Łopuszno i Piekoszów w powiecie kieleckim[12][13];
- 1 stycznia 2024 Bogoria w powiecie staszowskim i Gowarczów w powiecie koneckim[14][15];
- 1 stycznia 2025 Sobków w powiecie jędrzejowskim[16].

Miasta w poniższej tabeli zostały uszeregowane według liczby mieszkańców malejąco. Pogrubioną czcionką oznaczono miasta powiatowe. Dane liczbowe podane według stanu na 30 czerwca 2024 roku.
| Herb | Miasto                  | Powiat                    | Ludność (30 czerwca 2024) | Pow. [km²] | Gęst. zal. [os./km²] |
| ---- | ----------------------- | ------------------------- | ------------------------- | ---------- | -------------------- |
|      | Kielce                  | miasto na prawach powiatu | 181.211                   | 109,65     | 1653                 |
|      | Ostrowiec Świętokrzyski | ostrowiecki               | 61.637                    | 46,43      | 1328                 |
|      | Starachowice            | starachowicki             | 44.038                    | 31,82      | 1384                 |
|      | Skarżysko-Kamienna      | skarżyski                 | 40.928                    | 64,39      | 636                  |
|      | Sandomierz              | sandomierski              | 21.114                    | 28,69      | 736                  |
|      | Końskie                 | konecki                   | 17.244                    | 17,70      | 974                  |
|      | Busko-Zdrój             | buski                     | 14.235                    | 12,28      | 1159                 |
|      | Jędrzejów               | jędrzejowski              | 13.931                    | 11,37      | 1225                 |
|      | Staszów                 | staszowski                | 13.463                    | 26,88      | 501                  |
|      | Pińczów                 | pińczowski                | 9.632                     | 14,33      | 672                  |
|      | Włoszczowa              | włoszczowski              | 9.467                     | 30,30      | 312                  |
|      | Suchedniów              | skarżyski                 | 7.400                     | 59,40      | 125                  |
|      | Połaniec                | staszowski                | 7.387                     | 17,41      | 424                  |
|      | Sędziszów               | jędrzejowski              | 6.083                     | 7,92       | 768                  |
|      | Opatów                  | opatowski                 | 5.875                     | 9,36       | 628                  |
|      | Stąporków               | konecki                   | 5.052                     | 10,94      | 462                  |
|      | Kazimierza Wielka       | kazimierski               | 4.969                     | 5,33       | 932                  |
|      | Chęciny                 | kielecki                  | 4.304                     | 14,13      | 305                  |
|      | Ożarów                  | opatowski                 | 4.172                     | 7,79       | 536                  |
|      | Chmielnik               | kielecki                  | 3.408                     | 7,80       | 437                  |
|      | Małogoszcz              | jędrzejowski              | 3.330                     | 9,68       | 344                  |
|      | Piekoszów               | kielecki                  | 2.976                     | 8,45       | 352                  |
|      | Radoszyce               | konecki                   | 2.792                     | 17,16      | 163                  |
|      | Ćmielów                 | ostrowiecki               | 2.770                     | 13,34      | 208                  |
|      | Daleszyce               | kielecki                  | 2.737                     | 15,50      | 177                  |
|      | Kunów                   | ostrowiecki               | 2.701                     | 7,26       | 372                  |
|      | Wąchock                 | starachowicki             | 2.440                     | 16,02      | 152                  |
|      | Koprzywnica             | sandomierski              | 2.357                     | 17,90      | 132                  |
|      | Bodzentyn               | kielecki                  | 2.079                     | 8,65       | 240                  |
|      | Osiek                   | staszowski                | 1.962                     | 17,43      | 113                  |
|      | Morawica                | kielecki                  | 1.759                     | 4,38       | 402                  |
|      | Klimontów               | sandomierski              | 1.747                     | 4,7        | 372                  |
|      | Oleśnica                | staszowski                | 1.712                     | 10,04      | 171                  |
|      | Zawichost               | sandomierski              | 1.584                     | 20,29      | 78                   |
|      | Łagów                   | kielecki                  | 1.511                     | 8,21       | 184                  |
|      | Łopuszno                | kielecki                  | 1.437                     | 5,24       | 274                  |
|      | Gowarczów               | konecki                   | 1.320                     | 12,77      | 103                  |
|      | Nowa Słupia             | kielecki                  | 1.290                     | 13,97      | 92                   |
|      | Pierzchnica             | kielecki                  | 1.255                     | 6,93       | 181                  |
|      | Iwaniska                | opatowski                 | 1.206                     | 5,98       | 202                  |
|      | Skalbmierz              | kazimierski               | 1.186                     | 7,13       | 166                  |
|      | Stopnica                | buski                     | 1.114                     | 4,55       | 245                  |
|      | Bogoria                 | staszowski                | 1.088                     | 5,54       | 196                  |
|      | Pacanów                 | buski                     | 1.032                     | 7,13       | 145                  |
|      | Sobków                  | jędrzejowski              | 1.010                     | 10,38      | 97                   |
|      | Szydłów                 | staszowski                | 958                       | 16,21      | 59                   |
|      | Wodzisław               | jędrzejowski              | 951                       | 7,94       | 120                  |
|      | Nowy Korczyn            | buski                     | 900                       | 7,52       | 120                  |
|      | Działoszyce             | pińczowski                | 826                       | 1,92       | 430                  |
|      | Wiślica                 | buski                     | 443                       | 4,70       | 94                   |
|      | Opatowiec               | kazimierski               | 307                       | 5,47       | 56                   |
|      |                         |                           | 526.330                   | 679,42     | 775                  |

## Ochrona przyrody

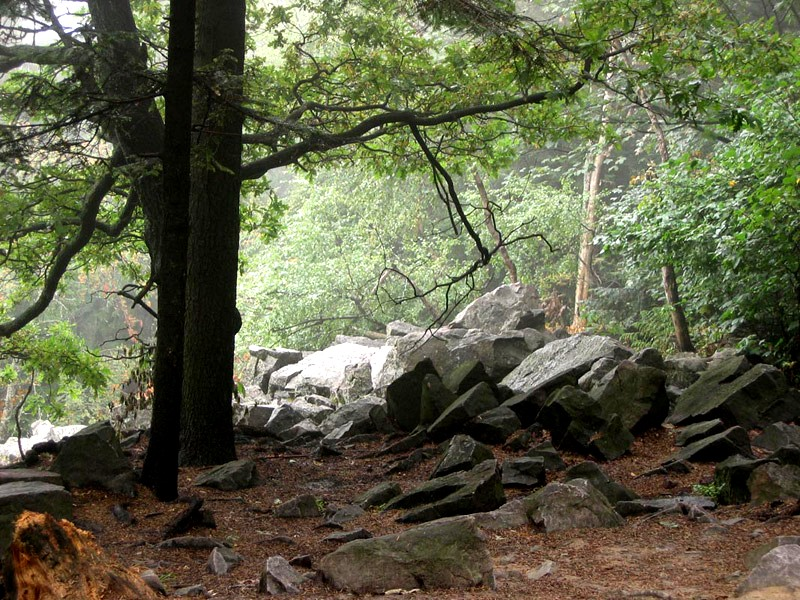
Fragment Puszczy Jodłowej

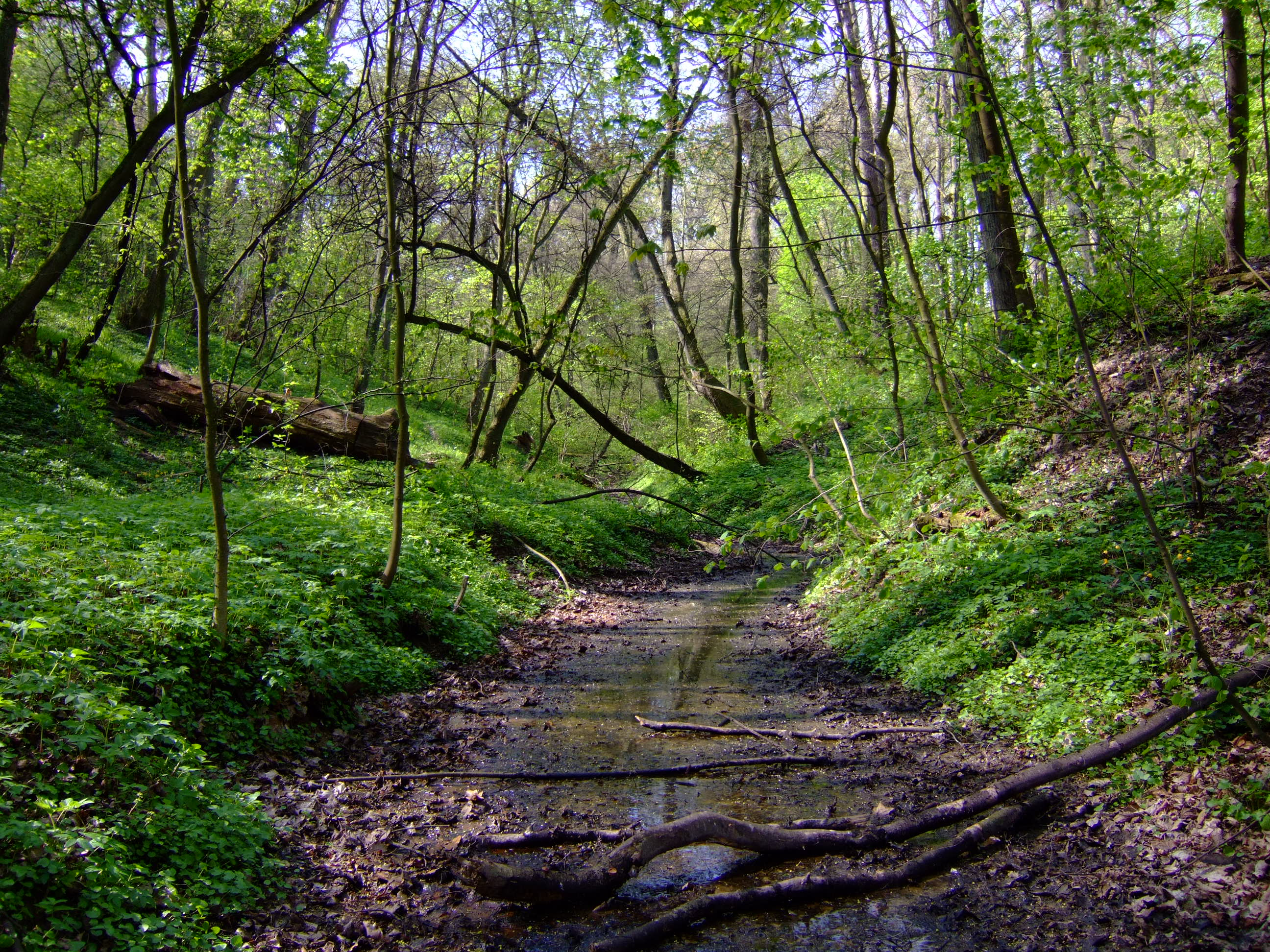
Rezerwat przyrody Lisiny Bodzechowskie

Formy ochrony przyrody w województwie świętokrzyskim.
- 1 park narodowy
  - Świętokrzyski Park Narodowy
- 9 parków krajobrazowych
  - Suchedniowsko-Oblęgorski Park Krajobrazowy
  - Cisowsko-Orłowiński Park Krajobrazowy
  - Jeleniowski Park Krajobrazowy
  - Sieradowicki Park Krajobrazowy
  - Nadnidziański Park Krajobrazowy
  - Szaniecki Park Krajobrazowy
  - Kozubowski Park Krajobrazowy
  - Chęcińsko-Kielecki Park Krajobrazowy
  - Przedborski Park Krajobrazowy
- 11 obszarów chronionego krajobrazu
  - Kielecki Obszar Chronionego Krajobrazu
  - Konecko-Łopuszniański Obszar Chronionego Krajobrazu
  - Obszar Chronionego Krajobrazu Doliny Kamiennej
  - Podkielecki Obszar Chronionego Krajobrazu
  - Włoszczowsko-Jędrzejowski Obszar Chronionego Krajobrazu
  - Chmielnicko-Szydłowski Obszar Chronionego Krajobrazu
  - Solecko-Pacanowski Obszar Chronionego Krajobrazu
  - Miechowsko-Działoszycki Obszar Chronionego Krajobrazu
  - Koszycko-Opatowiecki Obszar Chronionego Krajobrazu
  - Jeleniowsko-Staszowski Obszar Chronionego Krajobrazu
  - Przysusko-Szydłowiecki Obszar Chronionego Krajobrazu
- 67 rezerwatów przyrody
- 701 pomników przyrody
- 8 zespołów przyrodniczo-krajobrazowych
- 83 użytki ekologiczne

## Turystyka
Województwo świętokrzyskie staje się coraz bardziej popularne wśród turystów, w 2013 roku odwiedziło je 3,5 miliona gości, natomiast w 2023 roku liczba ta wynosiła już ponad 5 milionów.
Do najbardziej znanych atrakcji turystycznych województwa należą:
- Góry Świętokrzyskie
- Bazylika na Świętym Krzyżu
- JuraPark Bałtów
- Zabytki Sandomierza
- Zamek Królewski w Chęcinach
- Rezerwat przyrody Jaskinia Raj
- Neolityczna kopalnia krzemienia pasiastego w Krzemionkach koło Ostrowca Świętokrzyskiego
- Muzeum Wsi Kieleckiej z Parkiem Etnograficznym w Tokarni
- Ruiny zamku Krzyżtopór w Ujeździe
- Zamek w Szydłowie
- Pałac Biskupów Krakowskich w Kielcach
- Muzeum Henryka Sienkiewicza w Oblęgorku
- Uzdrowiska w Busku-Zdroju i Solcu-Zdroju
- Sanktuarium w Kałkowie
- Sanktuarium Matki Bożej Ostrobramskiej w Skarżysku Kamiennej
- Muzeum im. Orła Białego w Skarżysku Kamiennej
- Muzeum Przyrody i Techniki w Starachowicach
- Kościół św. Jana Chrzciciela w Skalbmierzu
- Kadzielnia
- Park Rozrywki i Miniatur Sabat Krajno
- Europejskie Centrum Bajki w Pacanowie

## Szkolnictwo wyższe

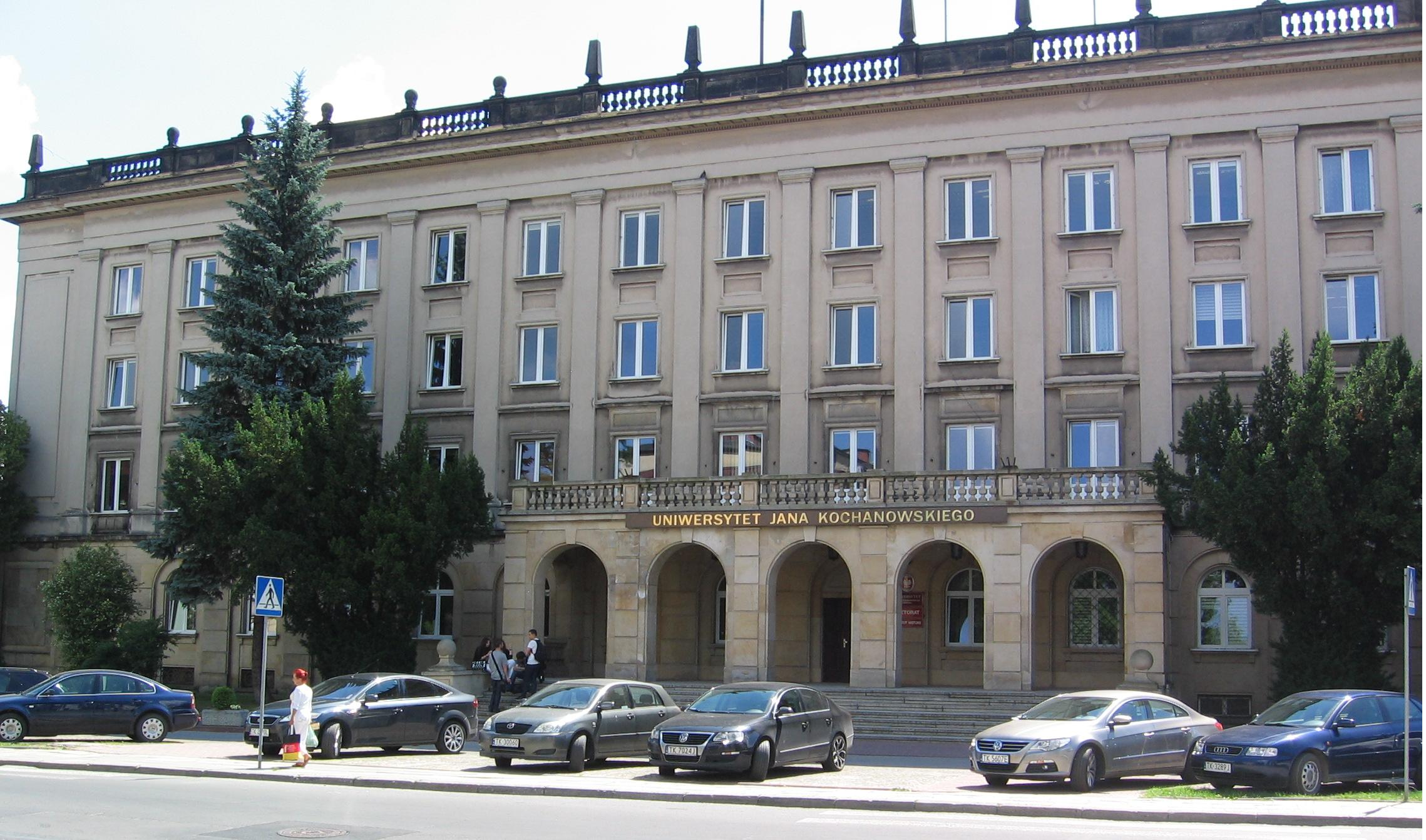
Rektorat Uniwersytetu Jana Kochanowskiego w Kielcach

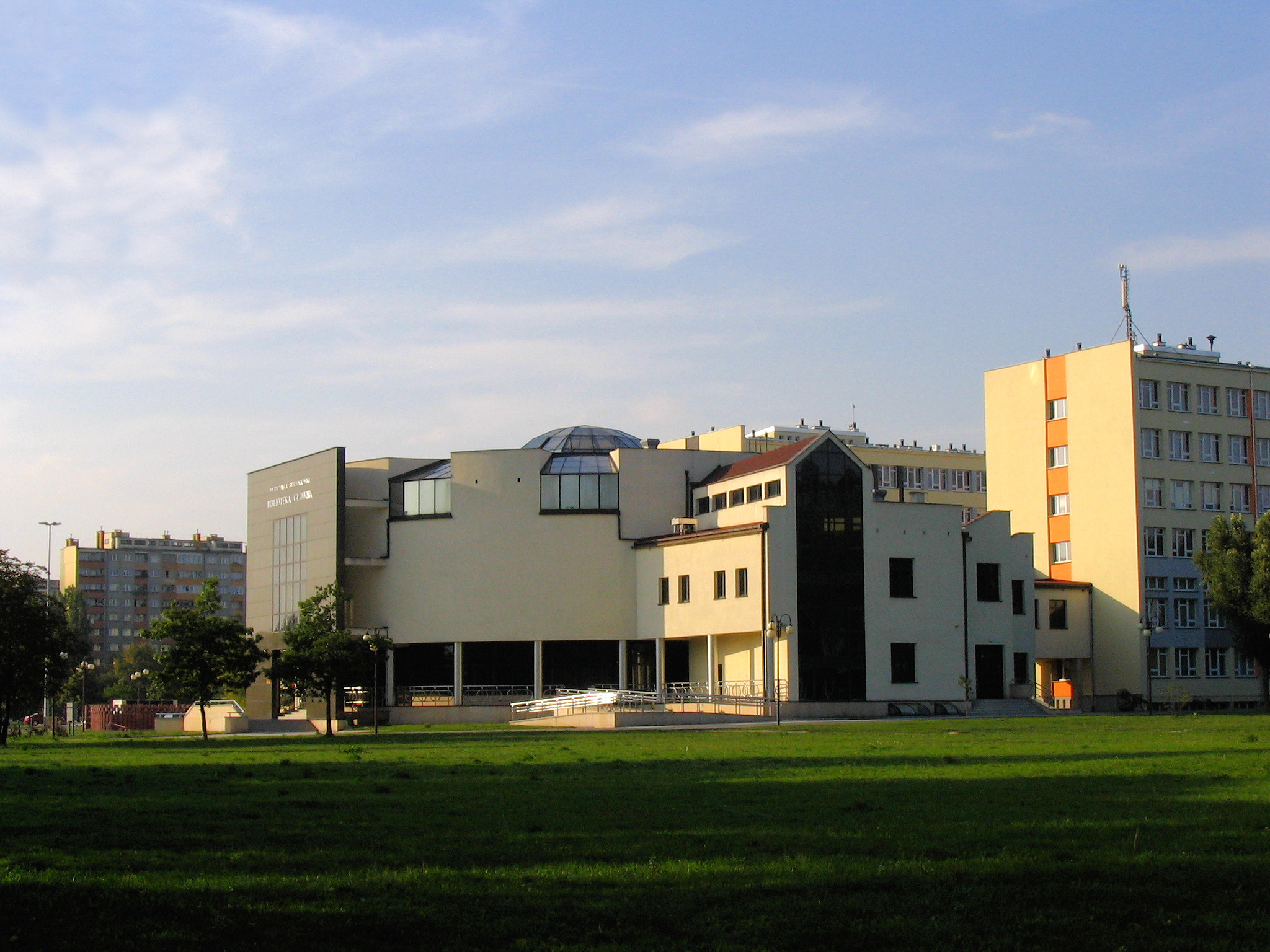
Rektorat i Biblioteka Główna Politechniki Świętokrzyskiej

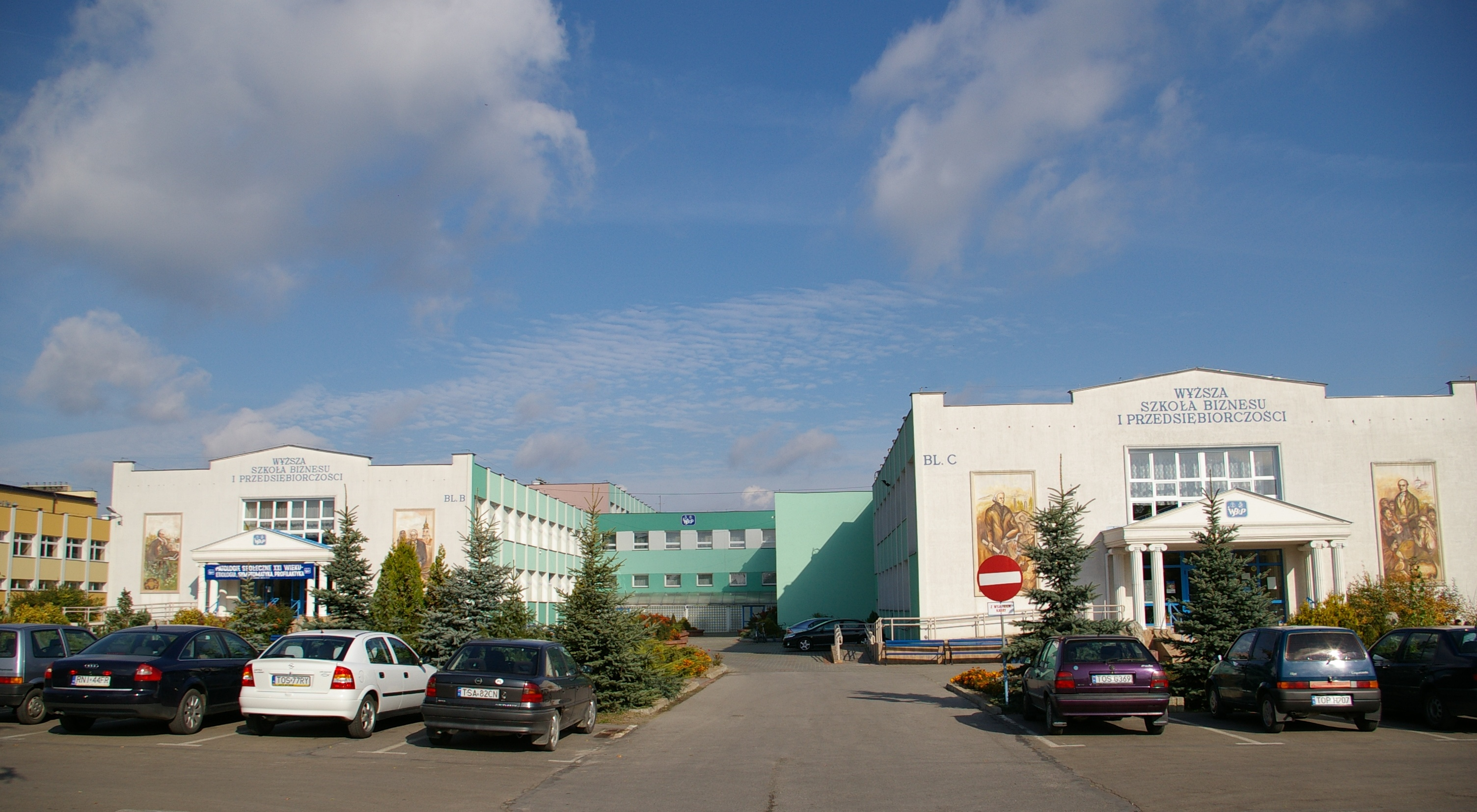
WSBiP w Ostrowcu Świętokrzyskim

W Kielcach działają dwie uczelnie publiczne:
- Uniwersytet Jana Kochanowskiego, na którym według stanu z 8 grudnia 2023 roku studiowało 9250 osób[21]. W Rankingu Uczelni Akademickich 2024 przygotowanym przez miesięcznik „Perspektywy” i dziennik „Rzeczpospolita” uczelnia została sklasyfikowana na miejscach 73–80[22].
- Politechnika Świętokrzyska, na której według stanu z 30 listopada 2012 studiowało 10 126 osób[23]. W Rankingu Uczelni Akademickich 2014 przygotowanym przez miesięcznik „Perspektywy” i dziennik „Rzeczpospolita” uczelnia została sklasyfikowana na miejscach 51–60[24].

Ponadto, w Sandomierzu funkcjonuje filia UJK, która powstała na bazie zniesionej Państwowej Wyższej Szkoły Zawodowej w Sandomierzu.
Na terenie województwa świętokrzyskiego funkcjonuje 12 uczelni niepublicznych, w tym 9 w Kielcach:
- Staropolska Szkoła Wyższa w Kielcach
- Świętokrzyska Szkoła Wyższa w Kielcach
- Wszechnica Świętokrzyska w Kielcach
- Wyższa Szkoła Administracji Publicznej w Kielcach
- Wyższa Szkoła Biznesu i Przedsiębiorczości w Ostrowcu Świętokrzyskim
- Wyższa Szkoła Ekonomii, Prawa i Nauk Medycznych im. prof. Edwarda Lipińskiego w Kielcach
- Wyższa Szkoła Handlowa im. Bolesława Markowskiego w Kielcach
- Wyższa Szkoła Humanistyczno-Przyrodnicza Studium Generale Sandomiriense w Sandomierzu
- Wyższa Szkoła Technik Komputerowych i Telekomunikacji w Kielcach
- Wyższa Szkoła Telekomunikacji i Informatyki w Kielcach
- Wyższa Szkoła Umiejętności im. Stanisława Staszica w Kielcach
- Wyższa Szkoła Umiejętności Zawodowych w Pińczowie

Funkcjonują również dwa wyższe seminaria duchowne:
- Wyższe Seminarium Duchowne w Kielcach
- Wyższe Seminarium Duchowne w Sandomierzu

## Gospodarka

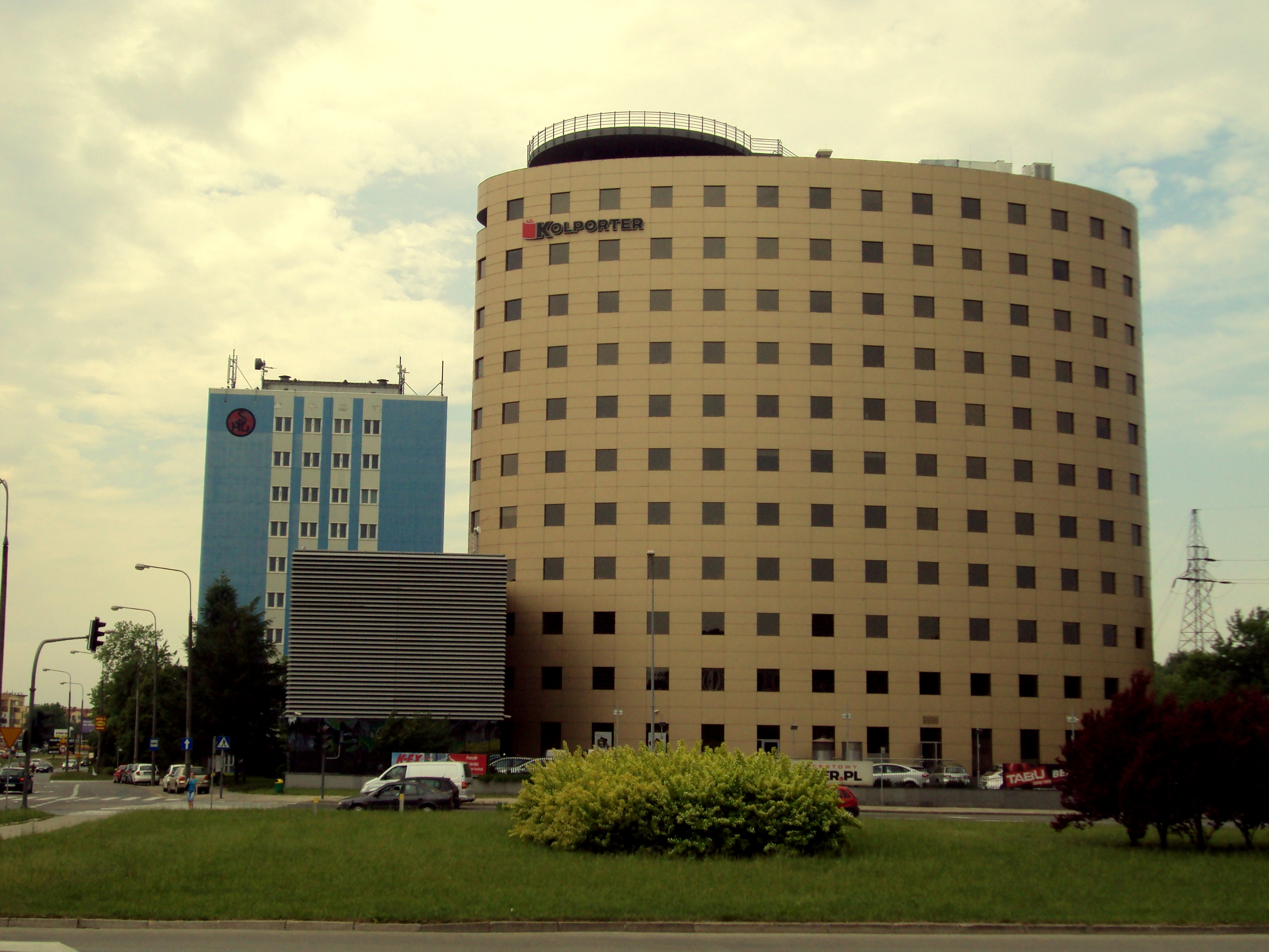
Siedziba Kolportera w Kielcach

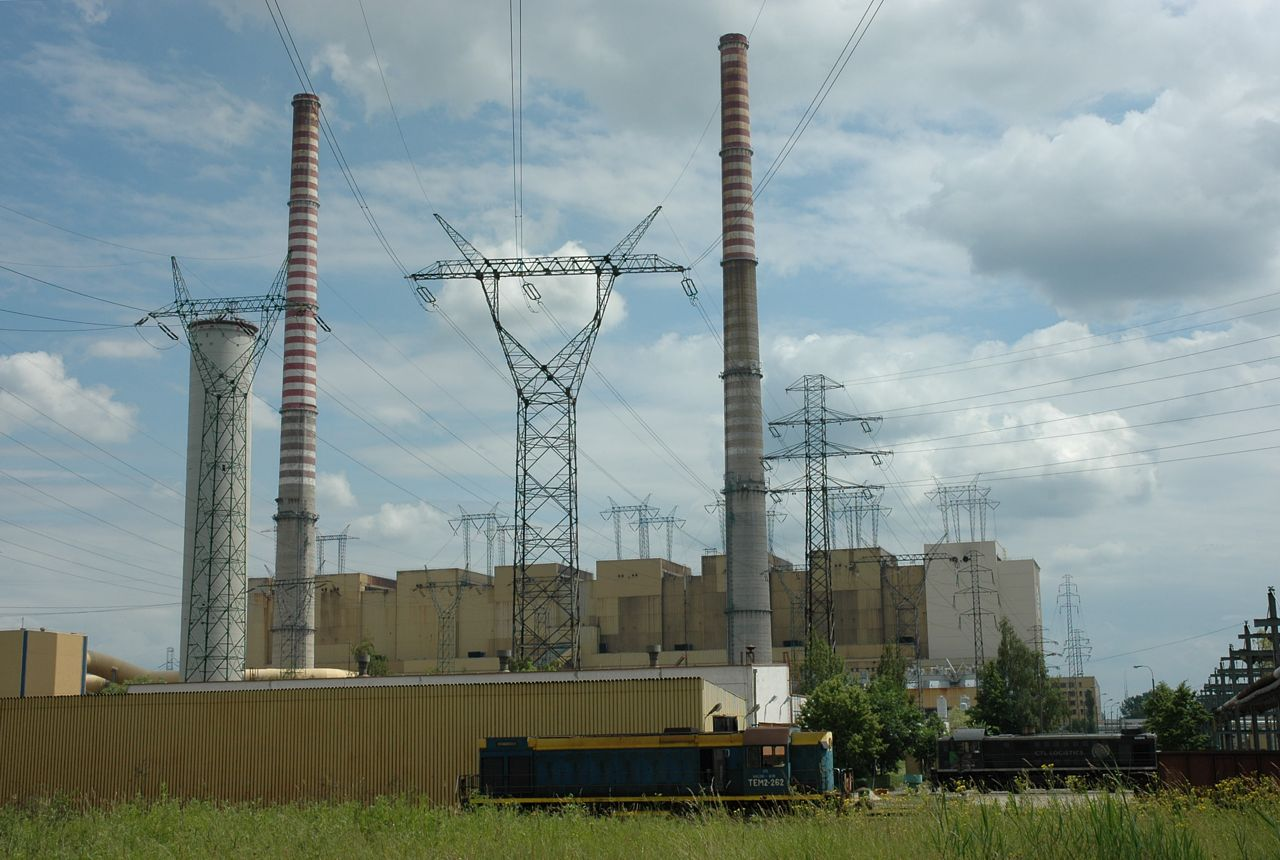
Elektrownia Połaniec

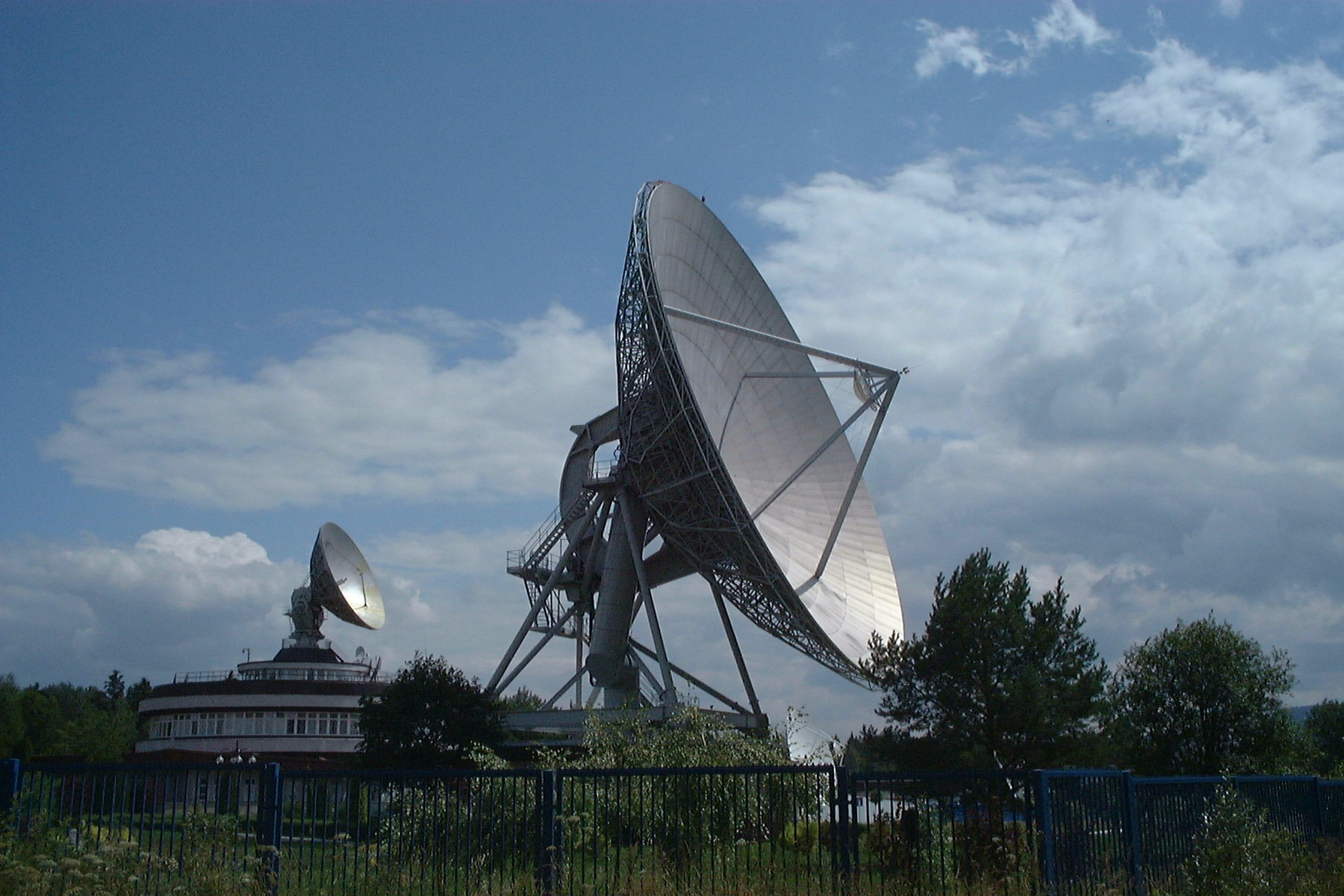
Centrum Usług Satelitarnych w Psarach-Kątach, obecnie zlikwidowane

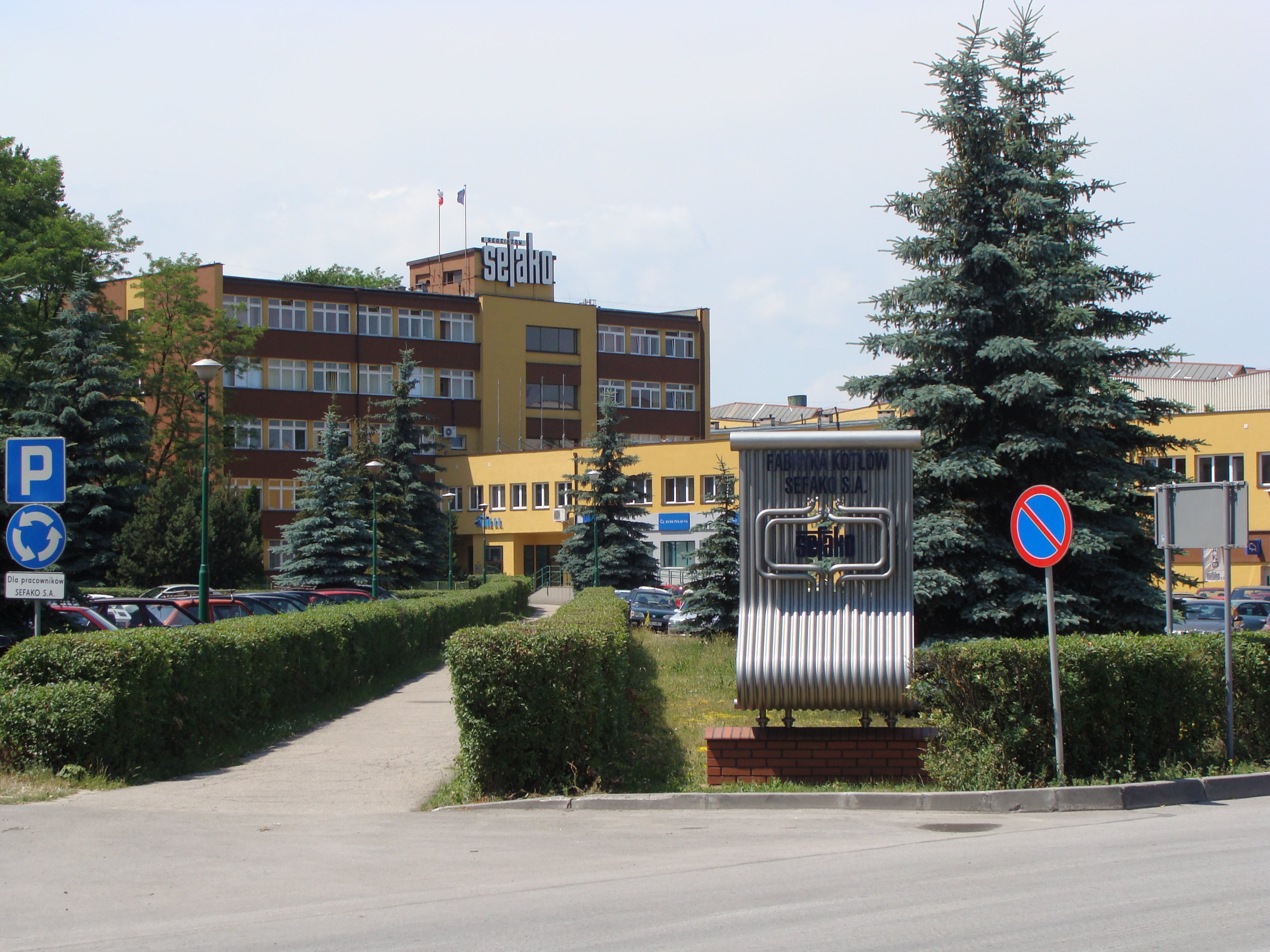
Fabryka Kotłów Sefako w Sędziszowie

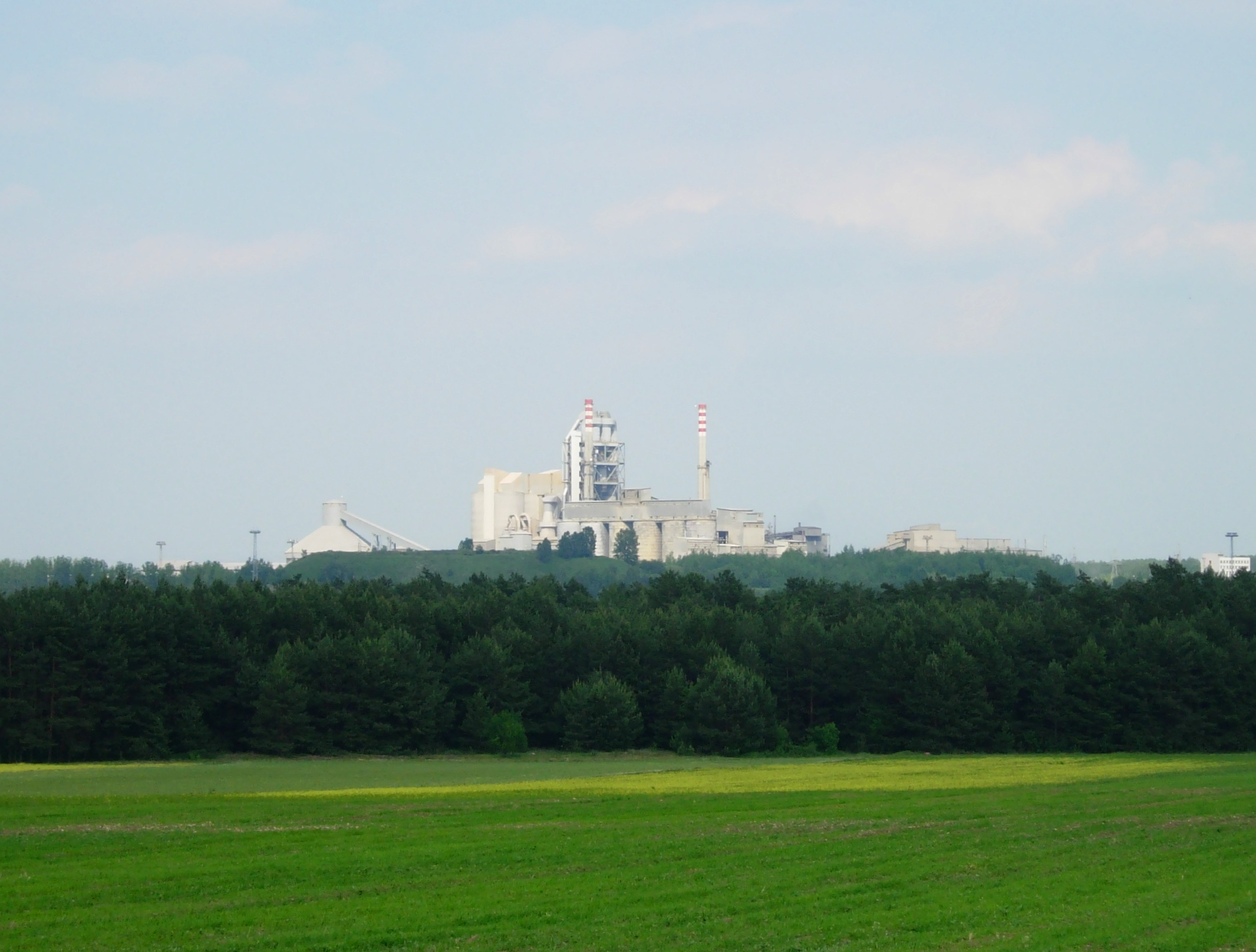
Zakład Cementownia Ożarów w Karsach

Województwo świętokrzyskie ma charakter przemysłowo-rolniczy. Występuje tutaj wyraźny podział na przemysłową północ i rolnicze południe. Większość ośrodków miejskich znajduje się na terenie dawnego Staropolskiego Okręgu Przemysłowego, skupiając znaczną w skali województwa liczbę miejsc pracy w przemyśle. Podstawowymi bogactwami naturalnymi województwa są kopaliny mineralne; pokłady kamienia gipsowego należą do najbogatszych w Europie. W 2012 świętokrzyska produkcja wapna stanowiła 56,3% produkcji kraju, zaś produkcja kruszywa mineralnego łamanego – 24,6%. Województwo jest również potentatem w produkcji cementu. W trzech cementowniach zlokalizowanych na jego terenie (Ożarów, Małogoszcz, Nowiny) powstaje jedna czwarta cementu produkowanego w Polsce.
W przygotowanym przez tygodnik „Polityka” rankingu 500 największych polskich firm za 2012, znalazło się 14 przedsiębiorstw mających swoją siedzibę w województwie świętokrzyskim, w tym siedem w Kielcach. Najwyżej sklasyfikowane zostały Kolporter Sp. z o.o. S.K.A. (54. miejsce), Celsa Huta Ostrowiec Sp. z o.o. (107.), Elektrownia Połaniec SA – Grupa GDF Suez Energia Polska (129.), Grupa Kapitałowa Rovese SA (160.) i Grupa Polskie Składy Budowlane SA (161.).
Specjalna Strefa Ekonomiczna Starachowice, która powstała w 1997, obejmuje tereny 10 miast i gmin województwa świętokrzyskiego. Na jej obszarze znajdują się m.in. Cersanit II, Fabryka Kotłów Sefako i MAN Bus.

### Informacje statystyczne
W 2014 roku dochody budżetu województwa świętokrzyskiego zostały ustalone na kwotę 616,6 mln zł, wydatki na kwotę 686,9 mln zł, a deficyt na kwotę 70,3 mln zł. W 2012 dochody budżetów gmin województwa świętokrzyskiego wynosiły 3,1 mld zł, dochody budżetów powiatów – 990,3 mln zł, a dochody budżetu jedynego miasta na prawach powiatu (Kielc) – 981,6 mln zł.
W 2012 roku produkt krajowy brutto województwa świętokrzyskiego wynosił 40,1 mld zł, co stanowiło 2,5% PKB Polski. Produkt krajowy brutto na 1 mieszkańca wynosił 31,5 tys. zł (75,0% średniej krajowej), co plasowało świętokrzyskie na 12. miejscu w kraju.
W 2012 roku w województwie świętokrzyskim pracowało 455,6 tys. osób, którzy stanowili 3,3% wszystkich zatrudnionych w Polsce; zarejestrowanych bezrobotnych było 86,7 tys., a stopa bezrobocia wynosiła 16%, będąc o 2,6 pkt. proc. wyższa od stopy bezrobocia ogółem w kraju. W tym okresie przeciętne miesięczne wynagrodzenie brutto wynosiło 3070,29 zł (tj. 87% przeciętnego wynagrodzenia w Polsce).
W 2012 roku produkcja sprzedana przemysłu w województwie świętokrzyskim wynosiła 24,1 mld zł, co stanowiło 2% produkcji przemysłu Polski. Sprzedaż produkcji budowlano-montażowej wynosiła 4,4 mld zł, stanowiąc 2,6% tej sprzedaży kraju. W tym samym okresie w województwie znajdowało się 11 675 sklepów; na jeden sklep przypadło 109 mieszkańców, tj. o jednego więcej niż średnia krajowa.
W 2012 roku nakłady inwestycyjne w województwie świętokrzyskim wynosiły 6,5 mld zł, natomiast wartość brutto środków trwałych – 77,8 mld zł. Według stanu na 31 grudnia 2012 w rejestrze REGON znajdowało się 108 068 podmiotów gospodarki narodowej, w tym 3347 w sektorze publicznym.
W latach 2010–2012 wzrósł procent osób w gospodarstwach domowych o wydatkach poniżej granicy ubóstwa skrajnego (minimum egzystencji) – z 9,5% do 10,5%. Jednocześnie zmalał procent osób poniżej relatywnej granicy ubóstwa – z 26,6% do 24,3%. Procent osób żyjących poniżej ustawowej granicy ubóstwa w województwie świętokrzyskim wynosił w 2010 11,9%, w 2011 – 9,2%, w 2012 – 12,2%, a w 2016 – 7,5%.

## Bezpieczeństwo publiczne
W województwie świętokrzyskim działa centrum powiadamiania ratunkowego, które znajduje się w Kielcach i które obsługuje zgłoszenia alarmowe kierowane do numerów alarmowych 112, 997, 998 i 999.
Komendzie wojewódzkiej Policji w Kielcach podlegają: jedna komenda miejska (w Kielcach) i 12 komend powiatowych (we wszystkich miastach powiatowych). Świętokrzyskimi komendantami wojewódzkimi Policji w Kielcach byli: Tadeusz Cielecki (1999–2002), Andrzej Woźniak (2002–2003), Arkadiusz Pawełczyk (2003–2006), Wojciech Olbryś (2006–2007), Mirosław Schossler (2007–2012) i Jarosław Szymczyk (2012–2015). Od marca 2015 komendantem wojewódzkim jest inspektor Rafał Kochańczyk.
W województwie znajduje się 17 jednostek ratowniczo-gaśniczych Państwowej Straży Pożarnej – trzy w Kielcach, dwie w Ostrowcu Świętokrzyskim, po jednej w pozostałych 11 miastach powiatowych oraz w Chmielniku. Według stanu na 2013 zatrudnionych w nich było 160 strażaków, a PSP dysponowała 174 pojazdami. Nadto w świętokrzyskim w tym samym okresie funkcjonowało 879 ochotniczych straży pożarnych (z czego 199 w KSRG) z 4998 strażakami i 851 pojazdami.
W 2013 roku w województwie funkcjonowało 16 oddziałów straży miejskiej i cztery oddziały straży gminnej. Zatrudnionych w nich były łącznie 262 osoby, z których 218 to strażnicy, a 44 – pracownicy na stanowiskach urzędniczych, pomocniczych i obsługi. Dla przykładu straż miejska w Kielcach podjęła w 2013 roku ogółem 14 070 interwencji i ujawniła 13 247 wykroczeń. Wystawiła 9045 mandatów na kwotę 792 145 zł, z czego 4889 mandatów (54,1%) na kwotę 525 000 zł (66,3%) dotyczyło wykroczeń przeciwko bezpieczeństwu i porządkowi w komunikacji.

## Wymiar sprawiedliwości

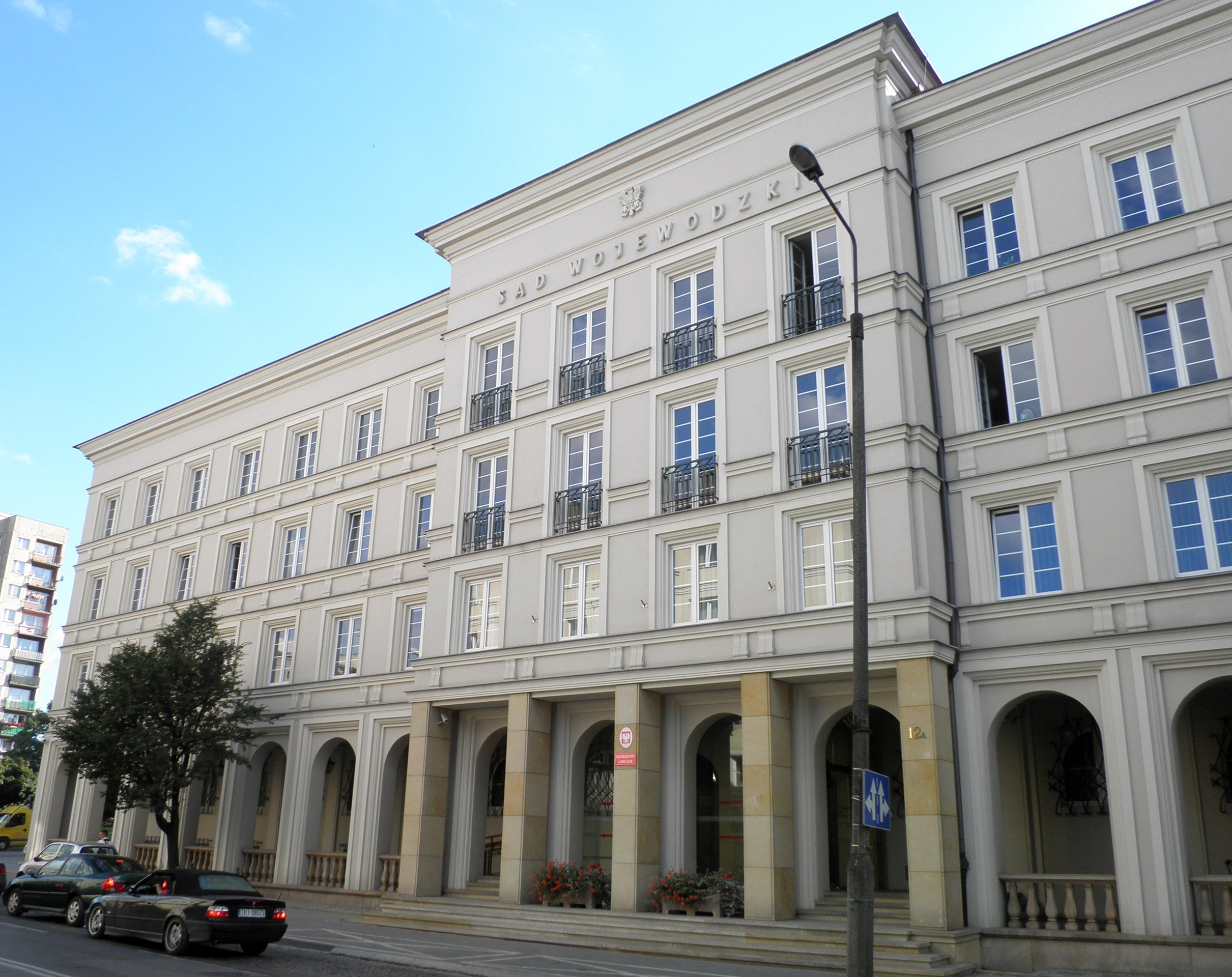
Sąd okręgowy w Kielcach

Jedyny w województwie sąd okręgowy znajduje się w Kielcach. Jednostką nadrzędną jest dla niego Sąd Apelacyjny w Krakowie. Jednostkami podległymi wobec SO w Kielcach jest 10 sądów rejonowych w: Busku-Zdroju, Jędrzejowie, Kielcach, Końskich, Opatowie (utworzony 1 stycznia 2015 roku), Ostrowcu Świętokrzyskim, Pińczowie, Sandomierzu, Staszowie (utworzony 1 stycznia 2015 roku), Skarżysku-Kamiennej, Starachowicach i Włoszczowie.
1 stycznia 2013 roku zniesiono pięć sądów rejonowych: w Kazimierzy Wielkiej, Opatowie, Pińczowie, Staszowie i Włoszczowie. 1 stycznia 2015 roku zostały przywrócone sądy rejonowe w Opatowie i Staszowie, natomiast 1 lipca 2015 – sądy rejonowe w Pińczowie i Włoszczowie.
Z dniem 11 września 2004 roku utworzono Wojewódzki Sąd Administracyjny w Kielcach. Działalność orzeczniczą rozpoczął on 1 lipca 2005.
W 2012 roku Policja i prokuratura stwierdziły w województwie 31 691 przestępstw w zakończonych postępowaniach przygotowawczych (wobec 39 944 w 2005 roku). Wykrywalność sprawców przestępstw stwierdzonych przez Policję i prokuraturę wyniosła w tym samym okresie 77,4% (wobec 68,5% w 2005 roku i 79,9% w 2011 roku). W 2012 roku do sądów rejonowych wpłynęło 274 597 spraw, natomiast do sądów okręgowych – 22 635. W 2012 roku sądy powszechne skazały prawomocnie 12 886 dorosłych (w tym 12 008 mężczyzn; 93,19%) za przestępstwa ścigane z oskarżenia publicznego.
Na terenie województwa znajduje się areszt śledczy w Kielcach dla mężczyzn i kobiet, którego pojemność wynosi 1082 miejsca, oraz zakład karny w Pińczowie dla skazanych mężczyzn odbywających karę pozbawienia wolności po raz pierwszy i młodocianych oraz z oddziałem dla tymczasowo aresztowanych (przeznaczony dla 761 osadzonych). Podlegają one pod Okręgowy Inspektorat Służby Więziennej w Rzeszowie.

## Transport

### Transport drogowy

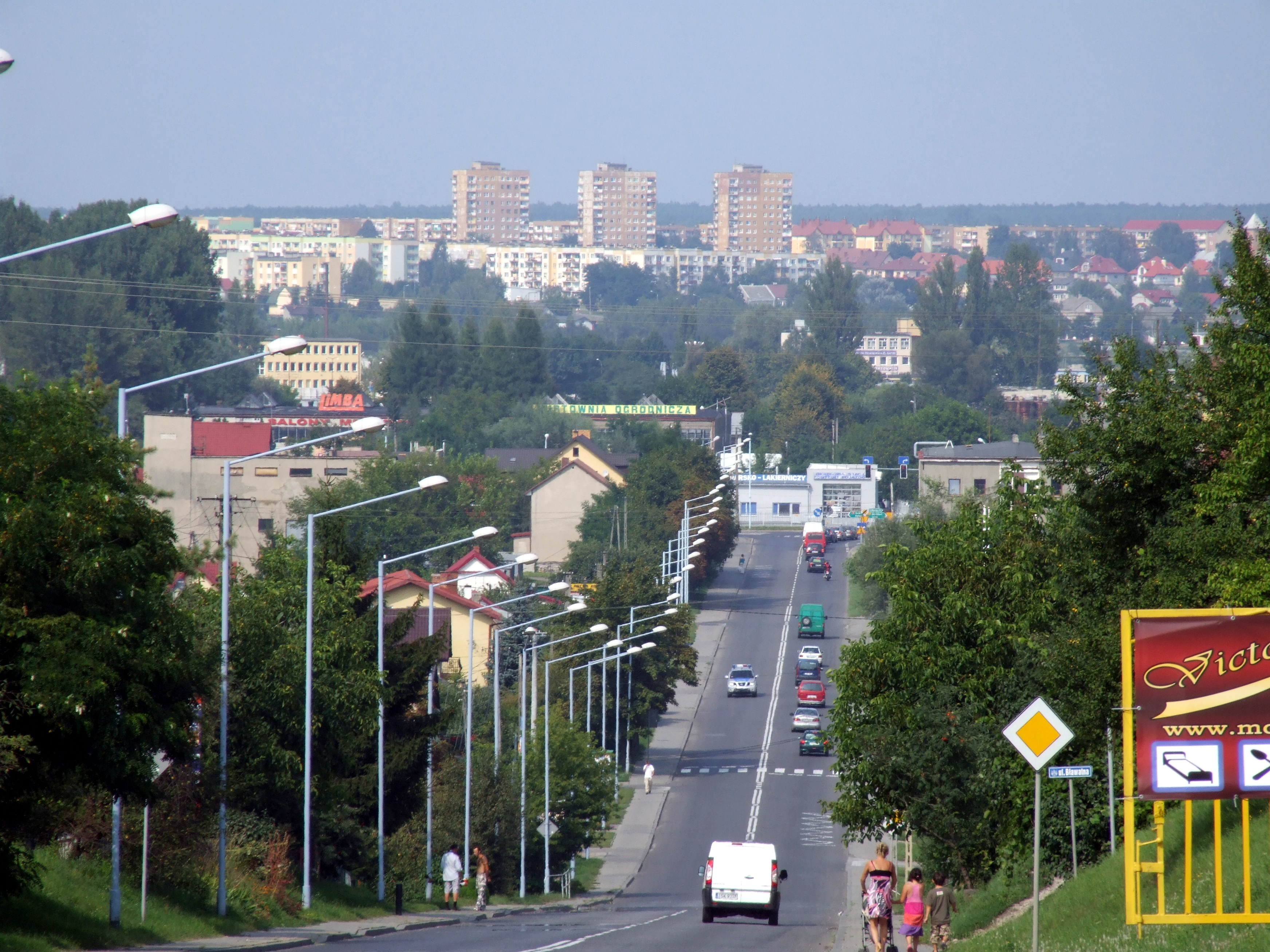
Ulica Opatowska w Ostrowcu Świętokrzyskim, fragment drogi krajowej nr 9 i trasy europejskiej E371

Według stanu z 31 grudnia 2012 roku w województwie świętokrzyskim znajdowało się 17 170 km dróg publicznych, z czego: 754,3 km dróg krajowych, 1076,9 km dróg wojewódzkich, 6191,1 km dróg powiatowych i 9147,7 km dróg gminnych. W tym samym okresie na świętokrzyskich drogach znajdowało się 1276 mostów i wiaduktów (z czego 1262 trwałych) oraz sześć tuneli i przejść podziemnych.
W województwie świętokrzyskim istnieje sześć odcinków dróg ekspresowych o łącznej długości 109,9 km. Składa się na to 103,1 km drogi S7, których budowa kosztowała 1,6 mld zł, oraz 6,8 km drogi S74, wartych 361 mln zł. Droga ekspresowa S7 łączy drogę od granicy województwa mazowieckiego do granicy z województwem małopolskim (w tym wybudowana w latach 2010–2013 zachodnia obwodnica Kielc). W grudniu 2013 roku przy S7 uruchomiono pierwsze w województwie miejsce obsługi podróżnych – Suchedniów Zachód.
Droga ekspresowa S7 na terenie województwa świętokrzyskiego liczy 103,1 km, co zostało zrealizowane w 2019 roku.
W przypadku drogi ekspresowej S74, na odcinku od granicy województwa k. Rudy Malenieckiej do Opatowa pozostało do zrealizowania łącznie 106,9 km (tj. 94%). Według stanu z grudnia 2014 roku, niezbędna dokumentacja ws. odcinka Opatów–Nisko (województwo podkarpackie) nie została przygotowana przez rzeszowski oddział Generalnej Dyrekcji Dróg Krajowych i Autostrad.
W uchwalonym w 2014 roku Planie zagospodarowania przestrzennego województwa świętokrzyskiego znalazł się zapis o przebudowie drogi krajowej nr 78 (od Chmielnika do granicy województwa) do drogi ekspresowej. Jako uzasadnienie takiego posunięcia podano, oprócz skomunikowania planowanego portu lotniczego Kielce-Obice, odtworzenie „szlaku staropolskiego” i otwarcie regionu w kierunku południowo-zachodnim.
Istniejące odcinki dróg ekspresowych w województwie świętokrzyskim (kolejno: odcinek, długość, koszt, data budowy):
1. Droga ekspresowa S7
- granica województwa–węzeł drogowo-kolejowy w Skarżysku-Kamiennej: 7,56 km; 156,9 mln zł; 2017–2020[56]
- węzeł drogowo-kolejowy w Skarżysku-Kamiennej: 2,1 km; 61,4 mln zł; 2004–2005;
- odcinek Skarżysko-Kamienna–Występa: 16,7 km; 643,5 mln zł; 2009–2011;
- odcinek Występa–Kielce: 7,1 km; 223 mln zł; 2007–2009;
- zachodnia obwodnica Kielc (Wiśniówka–Chęciny): 22,7 km; 641,6 mln zł; 2010–2013;
- odcinek Chęciny–Jędrzejów; 20,9 km; 585,7 mln zł; 2015-2017;
- obwodnica Jędrzejowa: 5,8 km; 50,1 mln zł; 2003–2005;
- Jędrzejów–granica województwa: 20 km; 558 mln zł; 2014-2017.

2. Droga ekspresowa S74
- Kielce–Cedzyna: 6,8 km; 361 mln zł; 2009–2011[51].

Strategicznymi dla rozwoju północnej części województwa świętokrzyskiego pozostają droga krajowa nr 42 i droga krajowa nr 9, łączące Końskie, Skarżysko-Kamienną, Starachowice i Ostrowiec Świętokrzyski.
Miejska komunikacja autobusowa funkcjonuje w sześciu największych miastach: Kielcach, Końskich, Ostrowcu Świętokrzyskim, Starachowicach, Skarżysku-Kamiennej i Sandomierzu oraz w szczątkowej formie w Jędrzejowie i Busku-Zdroju organizowaną przez Urząd Miasta (lub Urząd Miasta i Gminy), a obsługiwaną przez prywatnego przewoźnika. Żadne z miast województwa świętokrzyskiego nie posiada linii tramwajowej.

### Transport kolejowy

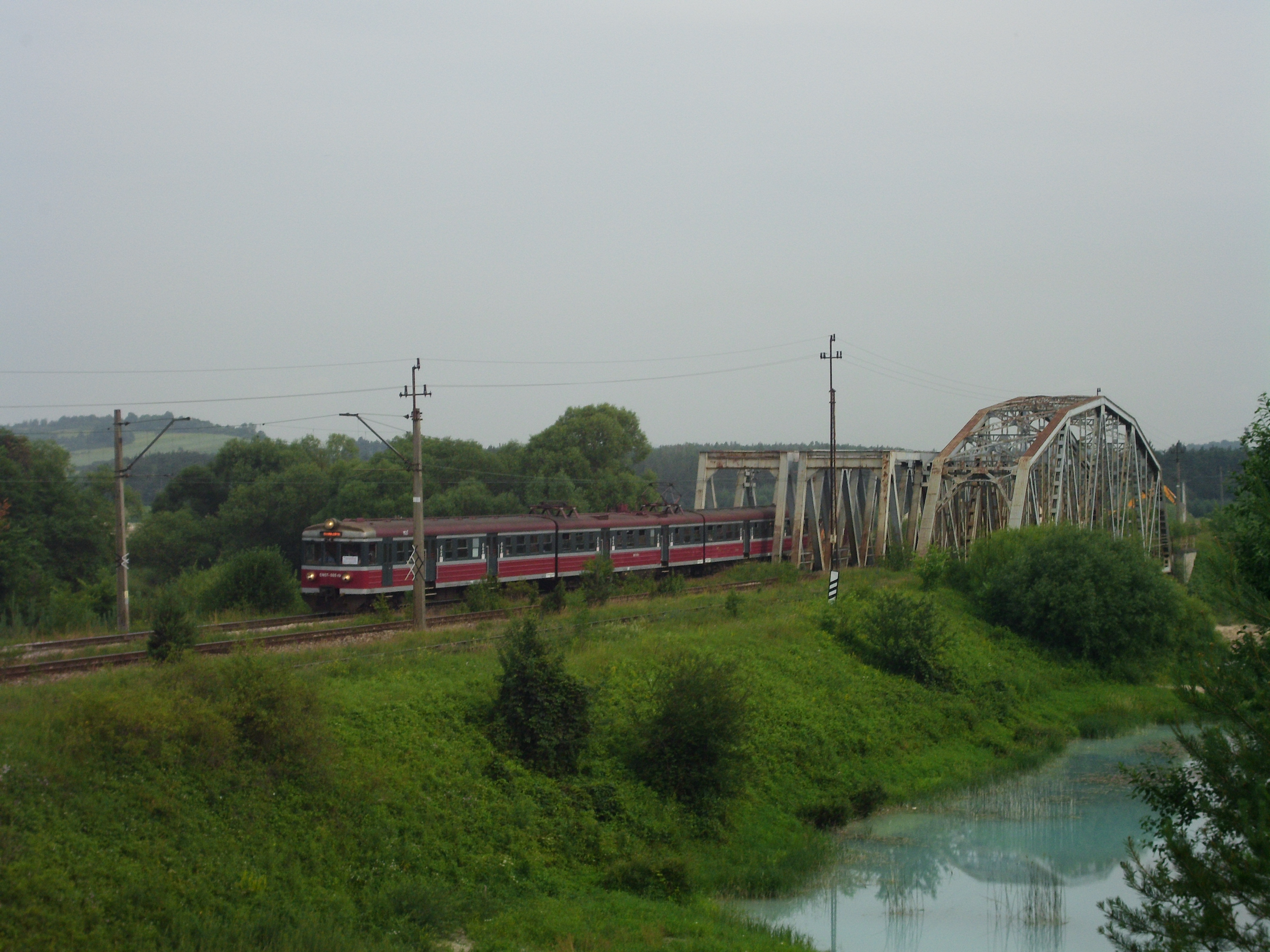
EN57 na moście przez Czarną Nidę. Linia kolejowa nr 73

Według stanu z 31 grudnia 2013 roku w województwie świętokrzyskim znajdowało się 696 km eksploatowanych linii kolejowych (15. miejsce w kraju), z czego 324 km to linie jednotorowe, natomiast 372 km – dwu- i więcej torowe. 552 km linii kolejowych było zelektryfikowanych. W porównaniu do 1999 roku, tj. utworzenia województwa, liczba kilometrów eksploatowanych linii kolejowych spadła o 56 km (z 752 km).
Podstawowymi liniami są: linia nr 8 Warszawa–Kraków, przebiegająca przez Skarżysko-Kamienną, Suchedniów, Kielce, Jędrzejów i Sędziszów, oraz linia nr 61, rozpoczynająca się na stacji kolejowej Kielce i przechodząca w kierunku zachodnim przez Małogoszcz i Włoszczowę. Północną część województwa łączy linia nr 25, która obsługuje ruch pasażerski na odcinku od Skarżyska-Kamiennej do Ostrowca Świętokrzyskiego. Również jeżdżą pociągi linii nr 73 do Buska-Zdroju. W wakacje funkcjonują również pociągi osobowe do Sandomierza.
Przez zachodnią część województwa przebiega Centralna Magistrala Kolejowa. Włoszczowa Północ jest jedną z dwóch stacji na tej linii, na których zatrzymują się pociągi pasażerskie.
Przewozy pasażerskie w województwie organizuje świętokrzyski oddział spółki Przewozy Regionalne. W pociągach Regio obowiązuje oferta specjalna „Bilet Świętokrzyski”. Dostępne są połączenia na czterech odcinkach: Ostrowiec Świętokrzyski–Skarżysko-Kamienna, Skarżysko-Kamienna–Kielce, Kielce–Żelisławice i Kielce–Klimontów. Obejmują one łącznie 48 stacji i przystanków kolejowych.
Nie funkcjonują połączenia pasażerskie z 4 miastami powiatowymi: Staszowem (15,5 tys.), Pińczowem (11 tys.), Opatowem (6,5 tys.) i Kazimierzą Wielką (5,5 tys.).
Najważniejszymi węzłami kolejowymi dla gospodarki województwa świętokrzyskiego są: Kielce, Skarżysko-Kamienna i Sędziszów, a nadto stacje związane z przemysłem wydobywczym i przetwórstwem: Rykoszyn, Sitkówka Nowiny, Małogoszcz i Ożarów.

#### Tabor kolejowy

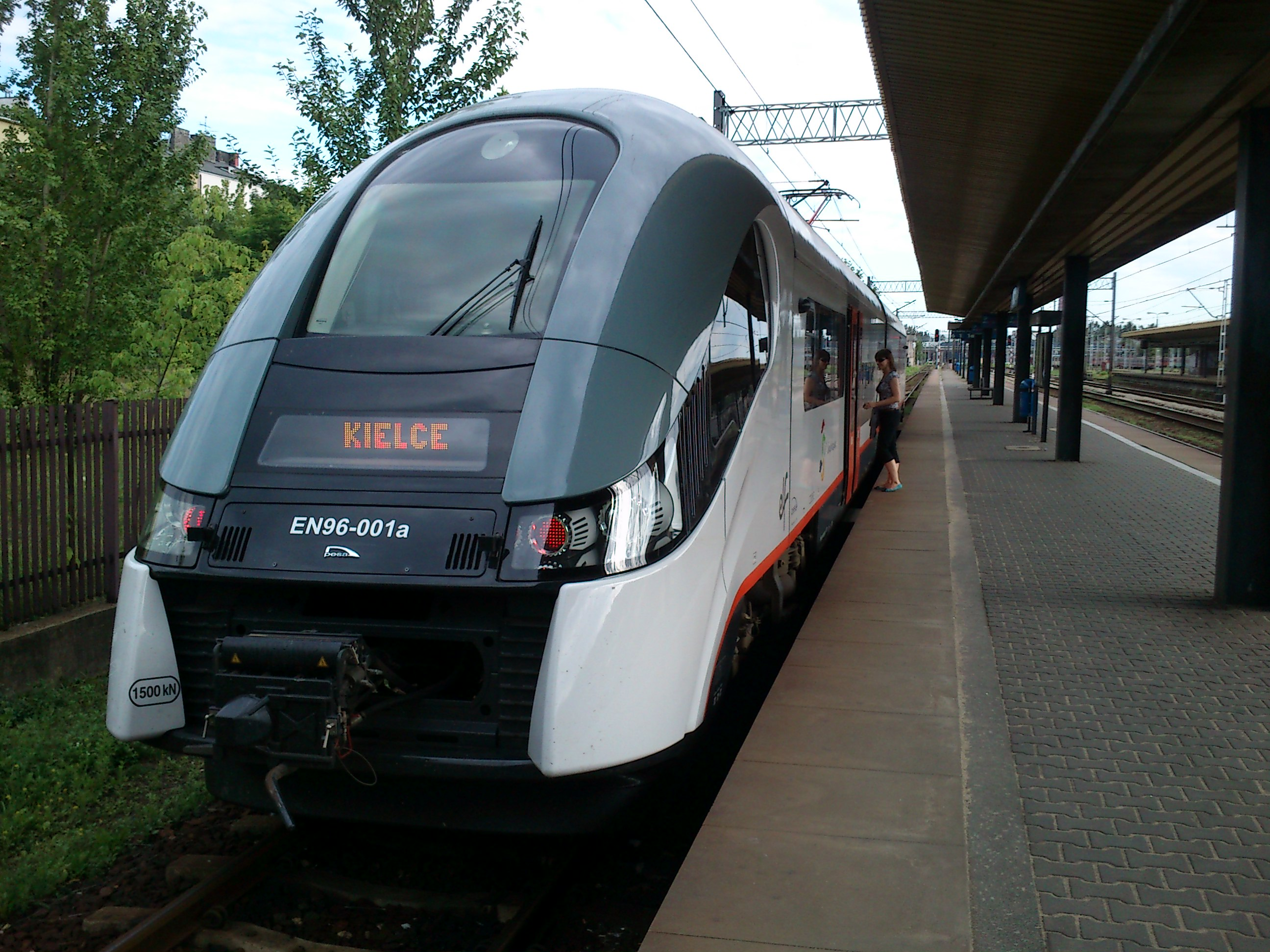
EN96 Elf

Województwo świętokrzyskie jest właścicielem 15 pojazdów zakupionych przez Urząd Marszałkowski.
| Seria            | Typ   | Numery               | Liczba | Producent | Użytkownik | Źródło        |
| ---------------- | ----- | -------------------- | ------ | --------- | ---------- | ------------- |
| EN63a Impuls     | 36WEa | 005 ÷ 007, 020 ÷ 022 | 6      | Newag     | Polregio   | [ 61 ]        |
| ED78 Impuls      |       | 029 ÷ 030            | 2      | Newag     | Polregio   | [ 62 ] [ 63 ] |
| EN64 Acatus Plus | 40WE  | 009                  | 1      | Pesa      | Polregio   | [ 64 ]        |
| EN81             | 308B  | 003 ÷ 004            | 2      | Pesa      | Polregio   | [ 65 ]        |
| EN96 Elf         | 34WE  | 001 ÷ 004            | 4      | Pesa      | Polregio   | [ 66 ]        |

### Transport lotniczy
Świętokrzyskie jest jednym z trzech województw – obok opolskiego i podlaskiego – nieposiadającym czynnego portu lotniczego. Siedziba władz województwa świętokrzyskiego, Kielce, położone są pomiędzy pięcioma lotniskami – Warszawa-Okęcie (ok. 174 km), Łódź-Lublinek (ok. 147 km), Kraków-Balice (ok. 127 km), Rzeszów-Jasionka (ok. 155 km) i Lublin-Świdnik (ok. 189 km). Został również oddany do użytku port lotniczy Radom-Sadków (ok. 82 km), choć według stanu na koniec 2014 roku nie przyjmował pasażerów.

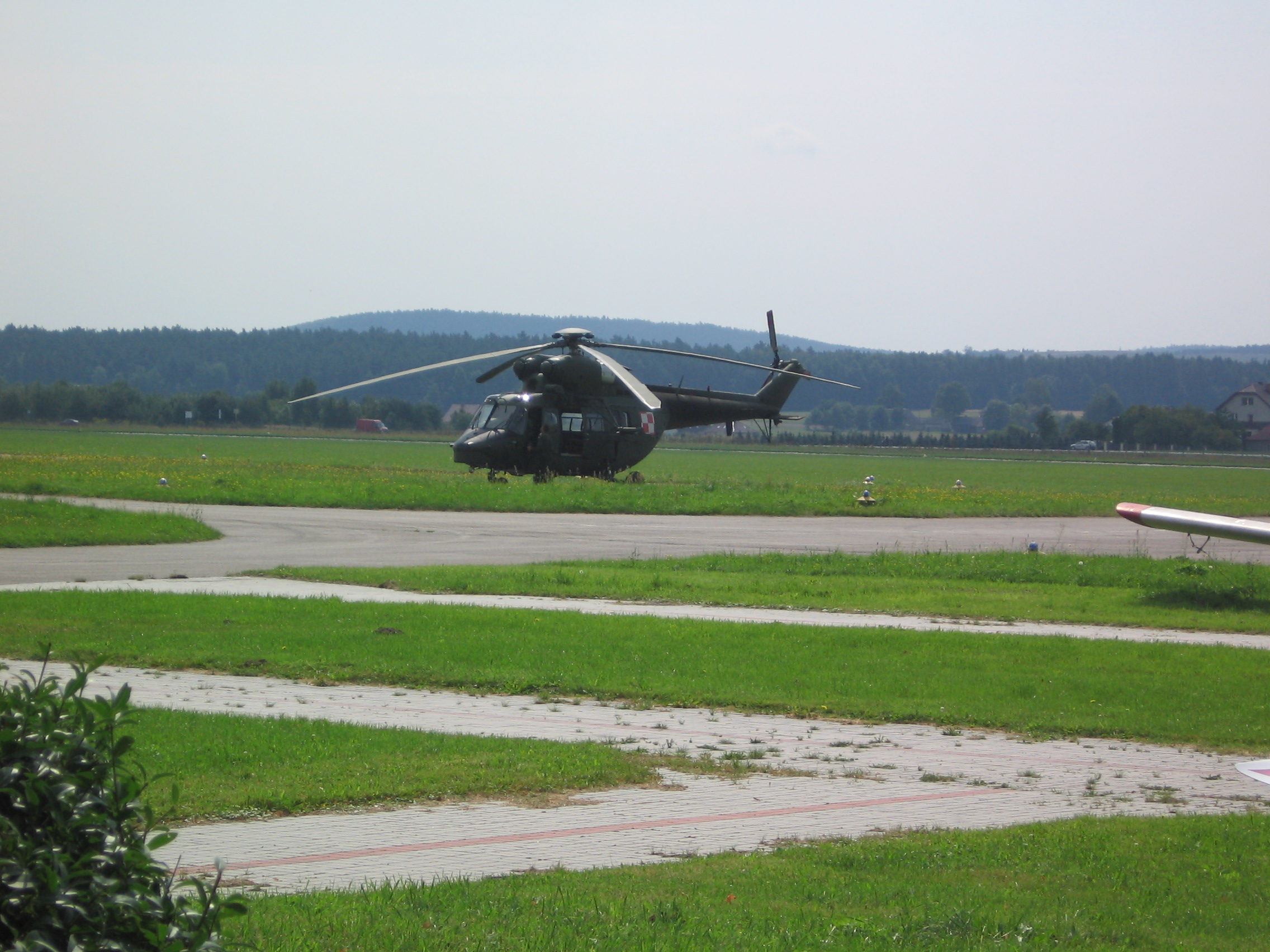
Śmigłowiec na lotnisku Kielce-Masłów (2011)

Władze Kielc podjęły w 2006 roku decyzję o budowie portu lotniczego Kielce-Obice na granicy dwóch gmin – Morawicy i Chmielnika. Początkowo samorząd województwa świętokrzyskiego forsował projekt budowy portu lotniczego pod Kielcami w oparciu o istniejące w Masłowie lotnisko sportowe. Zrezygnował z niego w 2014 roku, wskazując tereny w Obicach jako zarezerwowane na potrzeby portu lotniczego.
W 2013 roku Generalna Dyrekcja Ochrony Środowiska uchyliła decyzję środowiskową dla budowy podkieleckiego portu lotniczego. Z końcem tego samego roku wygasła wydana przez Urząd Lotnictwa Cywilnego promesa zezwalająca na założenie lotniska. Pomimo utrudnień, planowany port lotniczy znalazł się w uchwalonym w 2014 Planie zagospodarowania przestrzennego województwa świętokrzyskiego.
Cywilne lotnisko sportowe Kielce-Masłów, posiadające drogę startową o długości 1155 m, może przyjmować samoloty do 20 pasażerów. Rozmowy pomiędzy władzami województwa a prywatną firmą lotniczą na temat uruchomienia regularnych połączeń zakończyły się fiaskiem.

## Administracja i polityka

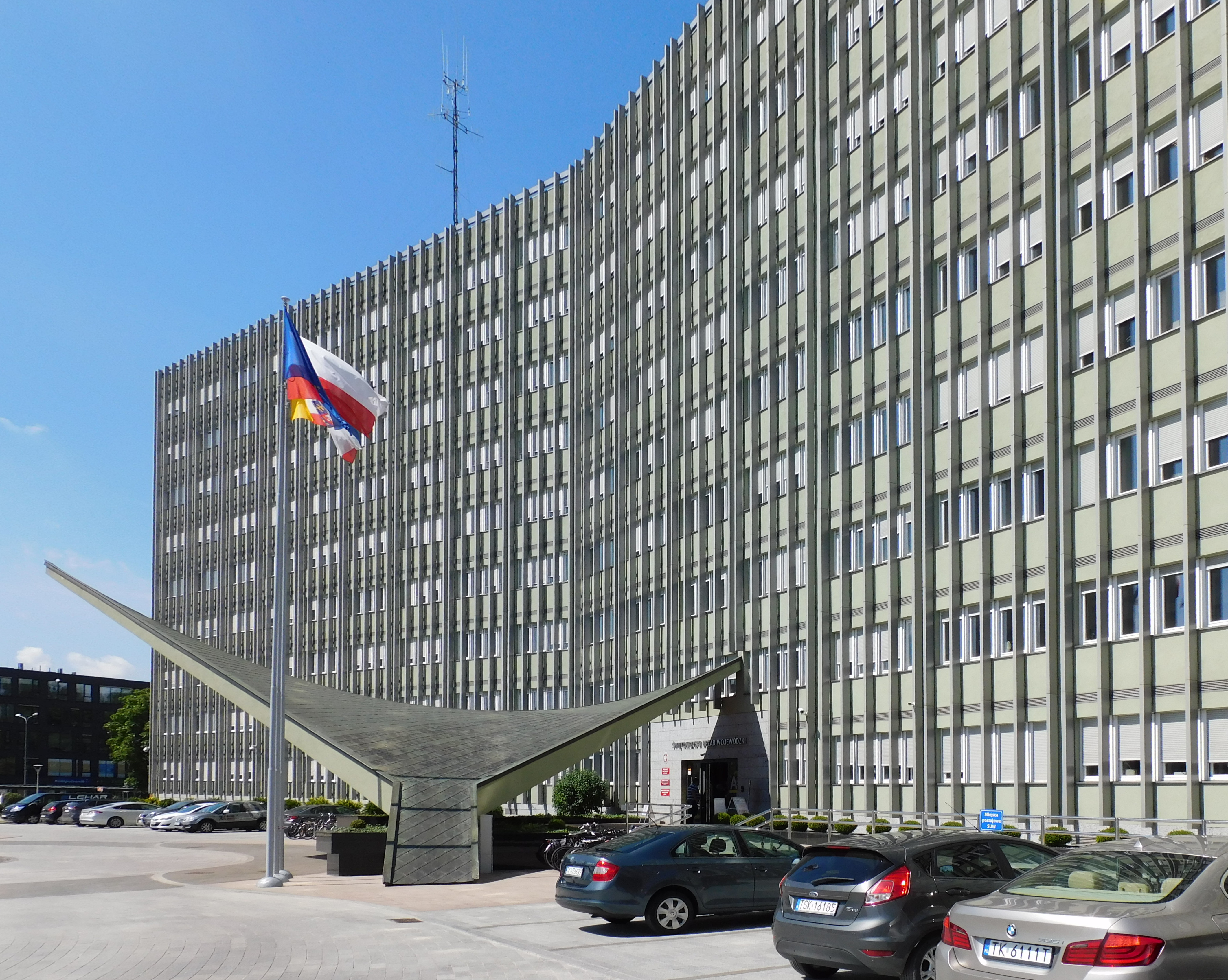
Siedziba Świętokrzyskiego Urzędu Wojewódzkiego w Kielcach w 2022 roku

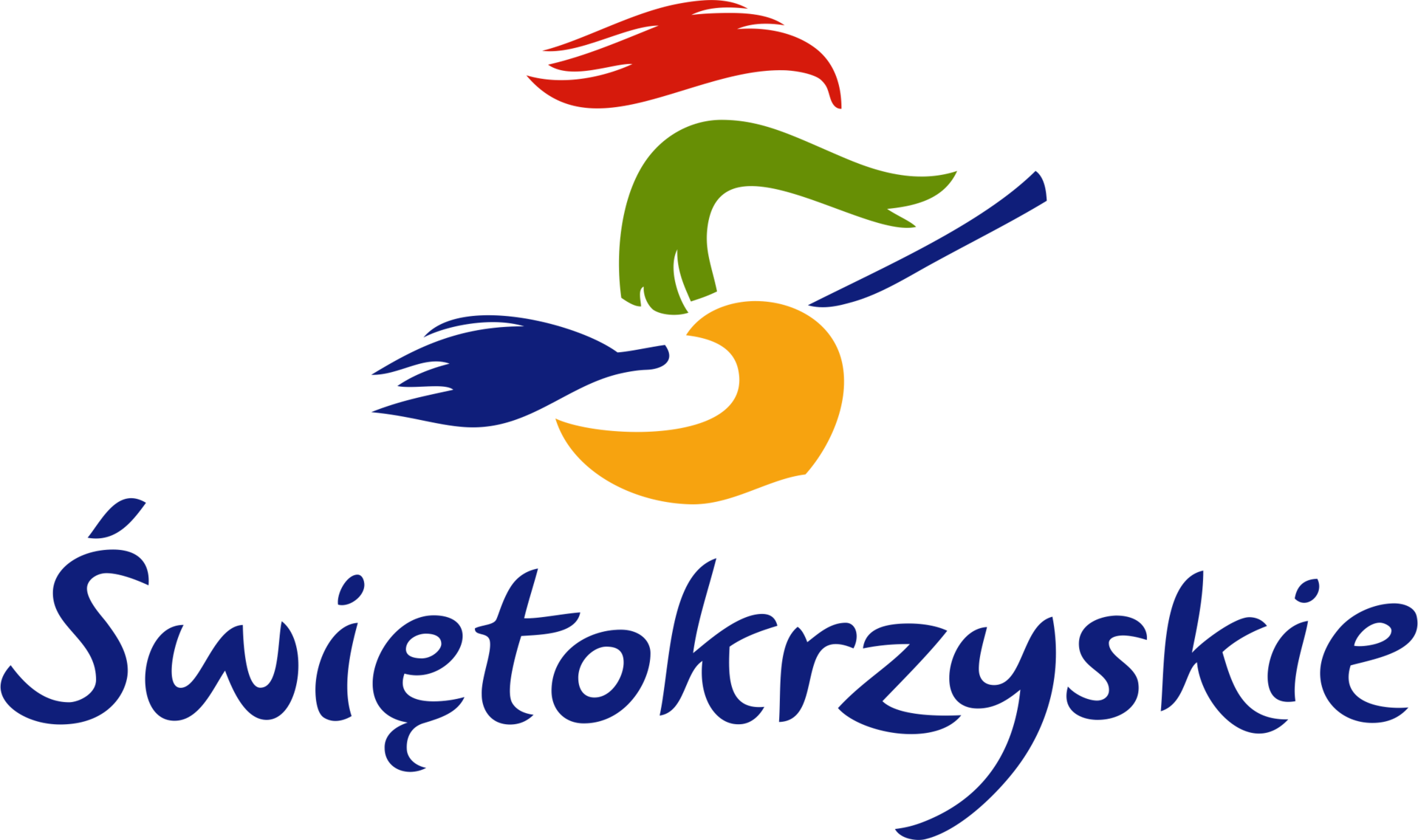
Logo województwa

### Samorząd wojewódzki
Organem uchwałodawczym jest Sejmik Województwa Świętokrzyskiego, składający się z 30 radnych, którzy są wybierani przez mieszkańców województwa w 4 okręgach wyborczych. Sejmik wybiera organ wykonawczy województwa, którym jest zarząd województwa, składający się z 5 członków z przewodniczącym mu marszałkiem. Siedzibą sejmiku województwa są Kielce.
W wyborach do sejmiku świętokrzyskiego w 2014 Polskie Stronnictwo Ludowe uzyskało 17 mandatów, Prawo i Sprawiedliwość – 8, Platforma Obywatelska – 3, a SLD Lewica Razem – 2.
W wyborach do sejmiku świętokrzyskiego w 2018 roku, Prawo i Sprawiedliwość uzyskało 16 mandatów, Polskie Stronnictwo Ludowe – 9, Koalicja Obywatelska – 3, SLD Lewica Razem oraz Projekt Świętokrzyskie – po 1.
Zarząd województwa świętokrzyskiego w kadencji 2018–2024:
- Marszałek województwa: Andrzej Bętkowski
- Wicemarszałek województwa: Marek Bogusławski, Renata Janik
- Członkowie zarządu: Tomasz Jamka, Marek Jońca

W wyborach do sejmiku świętokrzyskiego w 2024 roku, Prawo i Sprawiedliwość uzyskało 16 mandatów, Polskie Stronnictwo Ludowe-Trzecia Droga – 7 radnych, Koalicja Obywatelska – 6 radnych, Bezpartyjni i Niezależni – 1
Zarząd województwa świętokrzyskiego w kadencji 2024–2029:
- Marszałek województwa: Renata Janik
- Wicemarszałek województwa: Marek Bogusławski, Grzegorz Socha
- Członkowie zarządu: Anita Koniusz, Andrzej Pruś

Marszałkowie województwa świętokrzyskiego:
- Józef Szczepańczyk (1999–2001)
- Józef Kwiecień (2001–2002)
- Franciszek Wołodźko (2002–2006)
- Adam Jarubas (od 2006–2018)
- Andrzej Bętkowski (2018–2024)
- Renata Janik (od 2024)

### Administracja rządowa
Organem administracji rządowej jest wojewoda, wyznaczany przez Prezesa Rady Ministrów. Siedzibą wojewody są Kielce.
Wojewodowie świętokrzyscy:
- Wojciech Lubawski (1999–2001)
- Włodzimierz Wójcik (2001–2006)
- Grzegorz Banaś (2006–2007)
- Bożentyna Pałka-Koruba (2007–2015)
- Agata Wojtyszek (2015–2019)
- Zbigniew Koniusz (2019–2023)
- Józef Bryk (od 2023)

### Polityka
Mieszkańcy województwa wybierają łącznie 16 posłów na Sejm w okręgu wyborczym nr 33, który pokrywa się z granicami województwa. Mieszkańcy wybierają 3 senatorów w jednomandatowych okręgach wyborczych.
Do Parlamentu Europejskiego jest wybieranych 7 posłów z okręgu wyborczego nr 10, który obejmuje także województwo małopolskie.

## Sport

### Piłka nożna
W sezonie 2024/2025 jedynym klubem występującym na szczeblu centralnym z województwa świętokrzyskiego jest Korona Kielce. Największymi sukcesami klubu są: trzykrotnie zdobyte 5. miejsce w rozgrywkach I ligi/Ekstraklasy oraz finał Pucharu Polski.
W przeszłości w najwyższej lidze występował KSZO Ostrowiec Świętokrzyski (3 sezony), a w nieligowych rozgrywkach o Mistrzostwo Polski także Tęcza Kielce.
Wiele sezonów na szczeblu centralnym rozegrały w swojej historii również Star Starachowice i Błękitni Kielce.

### Piłka ręczna
W województwie świętokrzyskim znajduje się najbardziej utytułowany klub w piłce ręcznej w Polsce – Industria Kielce. Jest to 20-krotny zdobywca Mistrzostwa Polski i 18-krotny zdobywca Pucharu Polski. Ponadto, w sezonie 2015/2016 wygrał on Ligę Mistrzów.

### Futsal
W premierowym sezonie rozgrywek o Mistrzostwo Polski w futsalu wystąpił Promont Kielce. Zajął on ostatnie miejsce i spadł z ligi nigdy do niej nie powracając.
W sezonie 2024/2025 w I lidze (II poziom rozgrywkowy) występują 3 kluby z województwa: Caffaro Futsal Kazimierza Wielka, Wisła Opatowiec i Futsal Nowiny.

### Tenis stołowy
W Superlidze (I poziom rozgrywkowy) w sezonie 2024/2025 swoje mecze rozgrywa Global Pharma Orlicz 1924 Suchedniów. Największym sukcesem klubu jest brązowy medal Mistrzostw Polski w sezonie 2022/2023.

### Bilard
Jednym z najbardziej utytułowanych klubów bilardowych w Polsce jest zlokalizowany w stolicy województwa Fortis Bilard Kielce (d. Nosan Kielce). Zespół zdobył 8 drużynowych Mistrzostw Polski i 1 Puchar Polski.